# Friedrich V. (Pfalz)

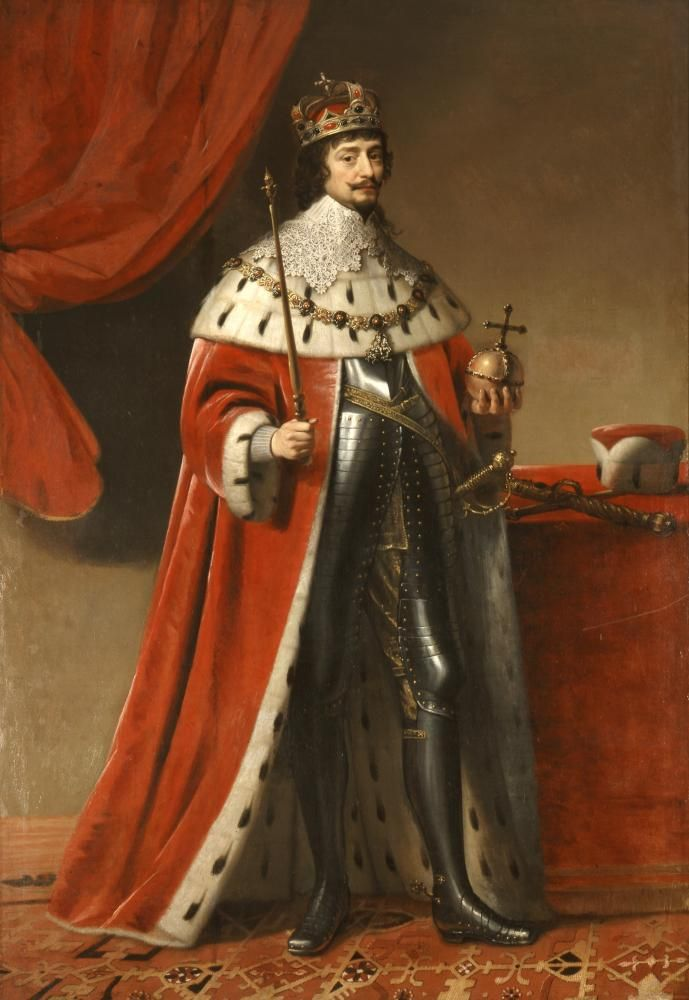
Repräsentationsgemälde Friedrichs V.; dargestellt in Harnisch und Kurmantel sowie mit Wenzelskrone, Reichsapfel und Zepter in den Händen, Kurschwert und Kurhut neben ihm; als Zeichen der Verbundenheit mit dem englischen König trägt er die Ordenskette des Hosenbandordens (Gemälde von Gerrit van Honthorst, dem Hofmaler Friedrichs V., 1634 posthum vollendet. Kurpfälzisches Museum der Stadt Heidelberg, Leihgabe des Ministeriums für Wissenschaft und Kunst Baden-Württemberg)

Friedrich V. (* 26. August 1596 im Jagdschloss Deinschwang; † 29. November 1632 in Mainz) aus dem Haus Wittelsbach (Linie Pfalz-Simmern) war von 1610 bis 1623 Pfalzgraf und Kurfürst von der Pfalz sowie als Friedrich I. (tschechisch Fridrich Falcký) von 1619 bis 1620 König von Böhmen.
Bei seinem Versuch, die Kurpfalz als führende protestantische Macht im Heiligen Römischen Reich zu positionieren, verstrickte er sich in die durch religiöse Gegensätze verursachten politischen Wirren Europas. Am Vorabend des Dreißigjährigen Krieges nahm Friedrich V. die böhmische Königskrone an und stellte sich damit gegen Kaiser Ferdinand II. und das Reich. Von der kaiserlichen Propaganda erhielt Friedrich V. in Erwartung seiner wohl äußerst kurzen Herrschaft den Beinamen Winterkönig (tschechisch Zimní král), der nach seiner nur etwas mehr als ein Jahr dauernden Regierungszeit als König von Böhmen an ihm haften blieb. Damit zählt Friedrich V. zu den wenigen historischen Persönlichkeiten, die unter ihrem Spottnamen in die Geschichte eingegangen sind.
Sein politisches Handeln hatte weitreichende und verheerende Auswirkungen auf das Reich und ganz Europa und war einer der Auslöser des Dreißigjährigen Krieges. Nach der Niederlage in der Schlacht am Weißen Berg gegen die Truppen Kaiser Ferdinands II. verlor er nicht nur das Königreich Böhmen, sondern durch die Verhängung der Reichsacht auch sein Herrschaftsgebiet, die Pfalz, sowie seine Kurwürde.

## Leben

### Jugend

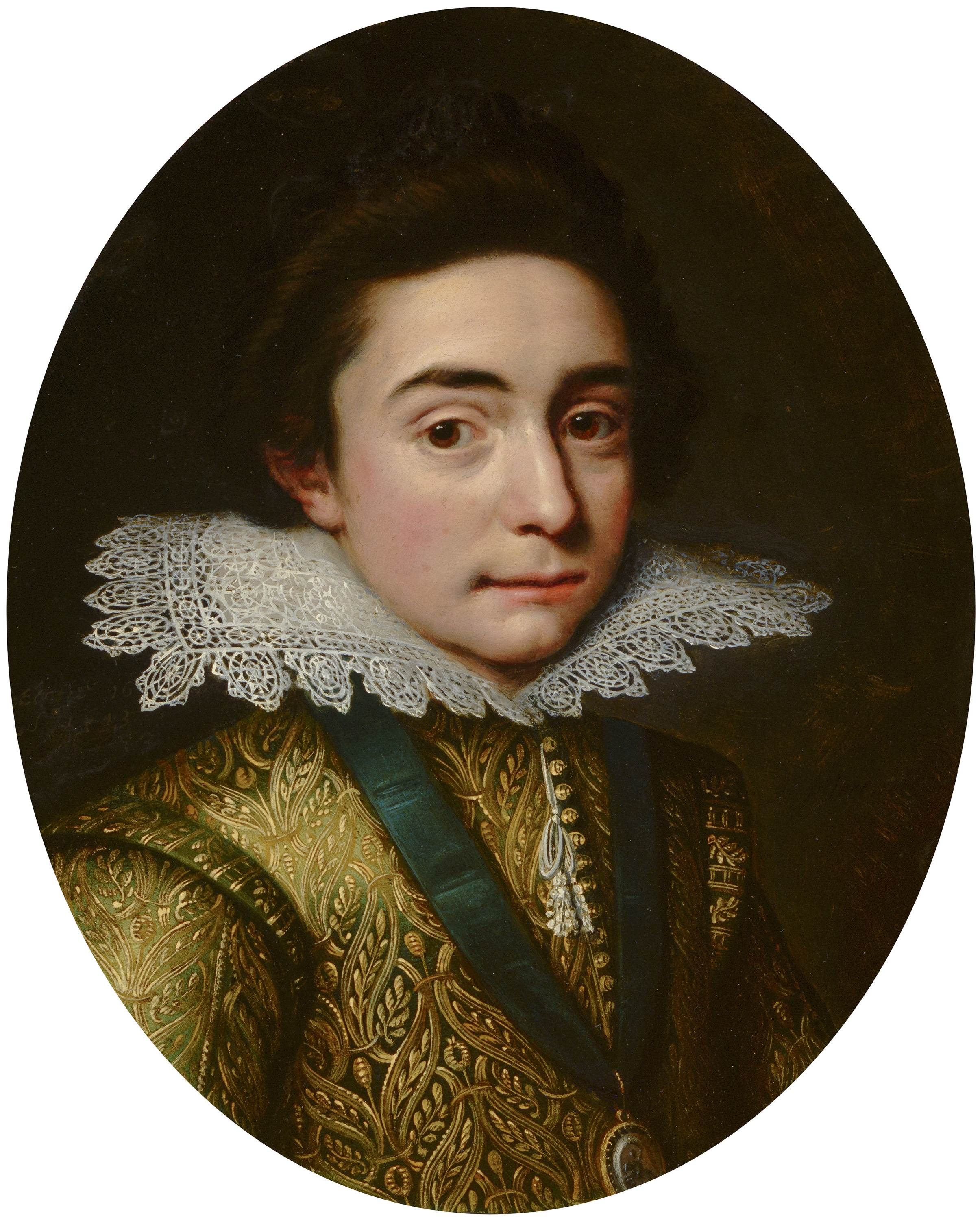
Porträt des jungen Kurfürsten von Michiel van Mierevelt, 1613

Friedrich wurde am 26. August 1596 im Jagdschloss Deinschwang als erster Sohn des pfälzischen Kurfürsten Friedrich IV. und der Prinzessin Luise Juliane von Nassau-Oranien geboren. Die Kurpfalz war zu dieser Zeit mit fast allen wichtigen Fürstenhäusern des Heiligen Römischen Reiches verwandtschaftlich verbunden. Seine Mutter war die Tochter von Wilhelm I. von Oranien-Nassau und Charlotte von Bourbon-Montpensier. Dementsprechend nahmen an seiner Taufe am 6. Oktober 1596 in Amberg viele in- und ausländische Fürsten und Diplomaten teil.
Da die pfälzische Residenzstadt Heidelberg zu dieser Zeit von mehreren Pestwellen heimgesucht wurde, verbrachte Friedrich die ersten beiden Jahre in der Oberpfalz und kam erst 1598 nach Heidelberg. Die Oberpfalz oder Obere Pfalz bildete zur damaligen Zeit gemeinsam mit der Unteren Pfalz, auch als Rheinpfalz bezeichnet, die Kurpfalz. Der calvinistische Glaube des pfälzischen Zweiges der Wittelsbacher bildete einen tiefen Gegensatz zur katholischen Linie der Familie in Bayern, die zu dieser Zeit durch Herzog Maximilian I. in München repräsentiert wurde.
Weil Friedrich über seine Mutter ein Neffe des Fürsten von Sedan, Heinrich von Bouillon, war, schickte man ihn ab dem Frühjahr 1604 zur Ausbildung an den Hof in Sedan. Gerne hätte auch König Heinrich IV. von Frankreich den jungen Pfalzgrafen an seinem Hofe gesehen. Für Sedan gaben neben den verwandtschaftlichen Beziehungen aber vorrangig religiöse Gründe den Ausschlag, denn dort erhielt Friedrich eine streng calvinistische Ausbildung, auf die man in Heidelberg großen Wert legte. Sein Lehrer wurde der Theologe Daniel Tilenius, der dort schon seit 1559 wirkte und als Vertreter eines gemäßigten königstreuen Calvinismus galt. Tilenius war durch den Unabhängigkeitskampf der Niederlande und die Religionskriege in Frankreich geprägt und predigte eine umfassende Solidarität der protestantischen Fürsten. Er machte es sogar zu deren Christenpflicht, einzugreifen, wenn Glaubensbrüder in Gefahr waren oder von der Obrigkeit bedrängt wurden. Diese Ansichten dürften Friedrich geprägt und die theologischen Grundlagen für die spätere Politik der Kurpfalz unter seiner Regierung gebildet haben.
Neben einer gründlichen theologischen Ausbildung lernte Friedrich auch Dinge, die für seine zukünftige Rolle als Kurfürst des Reiches wichtig waren. So erlernte er beispielsweise die französische Sprache, die damals auf dem Gebiet der Diplomatie wichtig war, und wurde mit der französischen Hofkultur vertraut gemacht.

### Streit um die Vormundschaft
Im Jahre 1610 kehrte Friedrich nach Heidelberg zurück, da am 19. September 1610 sein Vater Friedrich IV. an den Folgen seines „ausschweifenden Lebenswandels“ gestorben war. Friedrich IV. war nur 36 Jahre alt geworden und sein früher Tod führte zu einem Konflikt mit der lutherischen Verwandtschaft der Pfalzgrafen von Pfalz-Neuburg.
Nach den Bestimmungen der Goldenen Bulle von 1356 hätte die Vormundschaft über den noch minderjährigen Friedrich und die Administration der Kurpfalz dem nächsten männlichen Verwandten zugestanden. Dies war Wolfgang Wilhelm von Pfalz-Neuburg. Vor seinem Tod hatte Friedrich IV. jedoch bereits den calvinistischen Pfalzgrafen von Zweibrücken Johann II. von Pfalz-Zweibrücken als Vormund und Kuradministrator bestimmt.
Dementsprechend wurde Friedrich V. im Herbst 1610 von Johann II. in Heidelberg empfangen. Der fast zeitgleich eintreffende Wolfgang Wilhelm wurde aber nicht nach Heidelberg eingelassen. Das Resultat war ein heftiger Streit zwischen den verschiedenen Häusern. Da sich Kaiser Matthias nicht in den Streit einmischte und sogar 1613 dem immer noch minderjährigen Friedrich das Lehen erteilte, war 1614 mit der Volljährigkeit des Kurprinzen die Angelegenheit eigentlich erledigt. Dieser Streit sollte sich aber auf die weitere Zukunft der Kurpfalz noch gravierend auswirken, da die Münchner Linie der Wittelsbacher erneut ihre Ansprüche auf die Pfälzer Kurwürde anmeldete.

### Heirat mit Elisabeth Stuart

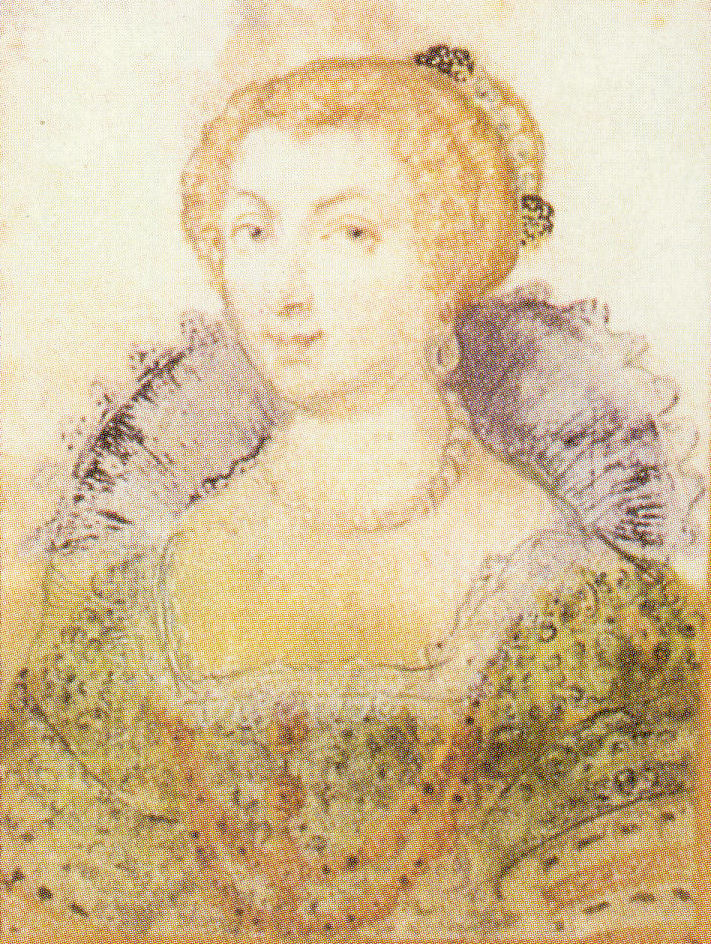
Elisabeth Stuart, 1613

Die Heiratspolitik des kurpfälzischen Fürstenhauses war darauf ausgerichtet, die Stellung des Landes im reformierten Lager zu stärken: Zwei Schwestern Friedrichs waren bereits mit protestantischen Fürsten des Reiches verheiratet und die 1595 geborene Katharina Sophie sollte mit Gustav Adolf von Schweden vermählt werden. Für Friedrich bot sich eine Heirat mit Elisabeth Stuart an, der einzigen Tochter des englischen, schottischen und irischen Königs Jakob I. und somit einer der zu jener Zeit höchstgestellten Bräute Europas. Auch wenn der dortige Hof schon einige Bewerber als nicht standesgemäß abgelehnt hatte und die Kurpfalz weder über die territoriale Ausdehnung noch die politische Macht einer großen europäischen Monarchie verfügte, wurde der Versuch unternommen, zumal König Jakob zu dieser Zeit bereits Pläne seiner Berater verworfen hatte, Elisabeth mit dem katholischen französischen König Ludwig XIII. zu verheiraten, da dies zu einer Störung des konfessionspolitischen Gleichgewichts in Europa hätte führen können.
Zu diesem Zweck reiste des Kurprinzen Hofmeister Hans Meinhard von Schönberg im Frühjahr 1612 nach London und versuchte dort Vorbehalte auszuräumen, indem er die königsgleichen Rechte des Kurfürsten und dessen Stellung als Führer der protestantischen Kräfte im Reich hervorhob. Auch von den Niederlanden und von Sedan aus trieben Verwandte das Projekt so voran, dass man sich am 26. Mai 1612 über den Heiratsvertrag einig war. Die Prinzessin brachte eine Mitgift von 40.000 Pfund mit, und Friedrich musste ein jährliches Wittum von 10.000 Pfund garantieren.
Obwohl Königin Anna mit der geplanten Verbindung unzufrieden war, reiste Friedrich nach London und landete am 16. Oktober 1612 auf englischem Boden. Dort traf er erstmals mit Elisabeth zusammen und machte durch sein gutes Aussehen und freundliches Benehmen einen sehr günstigen Eindruck auf den Hof und seine künftige Braut. Zuvor hatte bereits ein reger Briefwechsel in französischer Sprache zwischen den beiden stattgefunden. Die Verlobung fand am 7. Januar 1613 statt; Königin Anna blieb ihr aufgrund ihrer Vorbehalte allerdings fern. Am 24. Februar 1613 wurde in der königlichen Kapelle am Whitehall-Palast Hochzeit gefeiert. Bei der Zeremonie trug Friedrich die Kette des Hosenbandordens, der ihm kurz zuvor verliehen worden war und den er später in sein Wappen aufnahm. Die Festlichkeiten nach der Trauung werden als außergewöhnlich beschrieben. Ein Festspiel von Francis Beaumont wurde aufgeführt, worin religiöses Verhalten und Rittertum in Verbindung gebracht wurden. Die gesamten Festlichkeiten wurden von Francis Bacon ausgerichtet.
Mit einer Zwischenstation in Den Haag, wo beide den Statthalter der Niederlande Moritz von Oranien, den Onkel des Kurfürsten, trafen, reiste das junge Paar am 5. Mai 1613 nach Deutschland. Am 13. Juni wurde beiden in Heidelberg ein großartiger Empfang durch die Stadtbevölkerung zuteil. Die anschließenden Feierlichkeiten zogen sich mehrere Tage hin. Bereits seit 1612 hatte Friedrich mit Blick auf die Heirat im Heidelberger Schloss umfangreiche Baumaßnahmen durchführen lassen, um seiner Gattin eine standesgemäße Unterkunft zu bieten. So ließ er den sogenannten Englischen Bau als Palast für Elisabeth errichten. 1615 entstand zur Erinnerung an den triumphalen Einzug in Heidelberg das Elisabethentor, mit dem Friedrich für Elisabeth einen separaten Eingang in seine Residenz schuf.
Elisabeth war von Anfang an bei ihren Untertanen sehr beliebt. Diese Beliebtheit nahm nach der Geburt ihres Sohnes Friedrich Heinrich am 1. Januar 1614 noch weiter zu. Dem Jungen schien als Kurprinz und möglichem englischen Thronfolger eine große Zukunft bevorzustehen. Elisabeth gebar ihrem Mann bis 1632 dreizehn Kinder, von denen fünf ihre Mutter überlebten.

### Kurfürst vor dem Dreißigjährigen Krieg

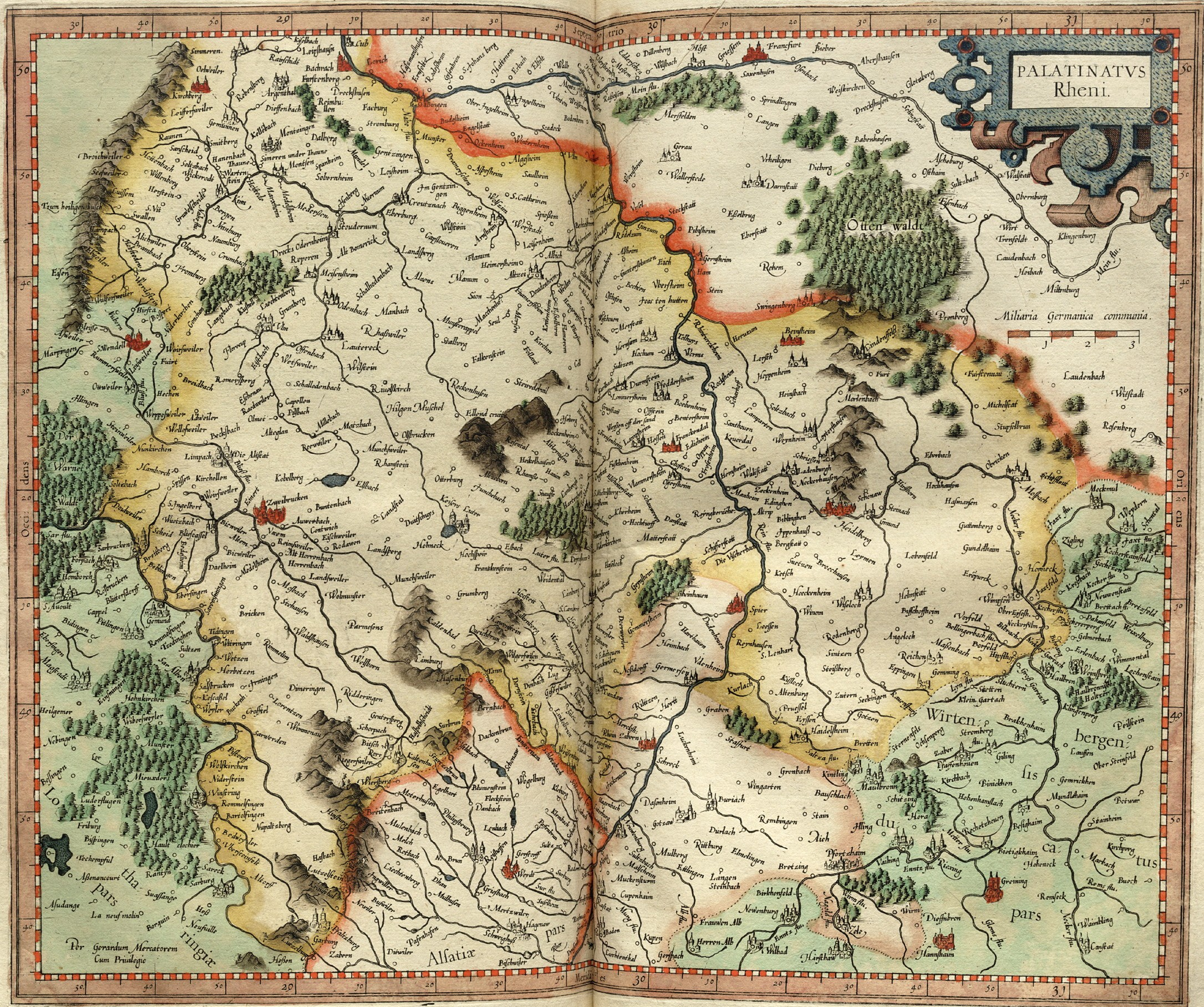
Untere Pfalz am Ende des 16. Jahrhunderts, aus dem Atlas des Gerhard Mercator

Der Bau des Elisabethentors war nur der Auftakt für eine größere Umgestaltung der Residenz. So wurde ein neuer Hofgarten, der berühmte Hortus Palatinus, angelegt und mit zahlreichen Grotten und Brunnen versehen, die Friedrich verherrlichten und ihn als Gott Apollo und Herkules darstellten.
Friedrich selbst sah sich als Führer der protestantischen Fürsten im Reich und als Verteidiger der teutschen Libertät gegen den katholischen Kaiser. Das Reich selbst stand kurz vor einer bewaffneten Auseinandersetzung; seit dem Ende des vorhergehenden Jahrhunderts hatten sich die Auseinandersetzungen zwischen den Fürsten der drei Konfessionen – wobei die calvinistische reichsrechtlich nicht anerkannt war – zu einem Kampf um die Verfassung des Reiches entwickelt. Weiterhin war ein Krieg zwischen den protestantischen Generalstaaten der Niederlande und dem habsburgischen Spanien absehbar, da 1621 ein Zwölfjähriger Waffenstillstand auslaufen sollte und beide Seiten bereits seit Jahren für den Krieg rüsteten.
Die Kurpfalz bildete dabei eine wichtige Rolle als potentielles Durchmarschgebiet der kaiserlichen Truppen aus den habsburgischen Erblanden. Das kurpfälzische Gebiet war, wie viele andere Territorien des Reiches, kein geschlossenes Herrschaftsgebiet und bestand aus zwei größeren Landesteilen, in die wiederum Teile fremder Territorien eingeschlossen waren. Die Untere Pfalz zog sich an Rhein und Neckar entlang und hatte ihr Zentrum in Heidelberg. Die Oberpfalz lag im Osten des heutigen Bayern rund um die Hauptstadt Amberg. Während die Untere Pfalz eher landwirtschaftlich geprägt war, bildete die Oberpfalz eine der wichtigsten Bergbauregionen des Reiches und war wirtschaftlich besonders leistungsfähig.
An seinem 18. Geburtstag übernahm Friedrich die volle Herrschaft als Kurfürst in der Pfalz. Kurz nach seinem Regierungsantritt erlitt er während einer Sitzung der protestantischen Union in Heidelberg einen Fieberanfall, dem er fast erlag. Die Krankheit veränderte seine Persönlichkeit radikal. Zeitgenossen schildern ihn nach der Krankheit als kraftlos, schläfrig und melancholisch, ja sogar depressiv. An eine Durchführung der Regierungsgeschäfte durch den jungen Kurfürsten war in dieser Situation nicht zu denken. Deshalb führte sein Kanzler, der anhaltinische Fürst Christian I. von Anhalt-Bernburg, fast vollständig die Geschäfte.
Friedrich vertraute dem Fürsten beinahe uneingeschränkt. Christian und die anderen Hofräte entschieden von 1614 bis 1618 fast vollständig die Maßnahmen der Kurpfalz, denen der Herrscher nur noch zustimmen musste. Neben den Auswirkungen der Krankheit ist dies sicherlich auch der Jugend und der politischen Unerfahrenheit des Kurfürsten zuzuschreiben.

### König von Böhmen

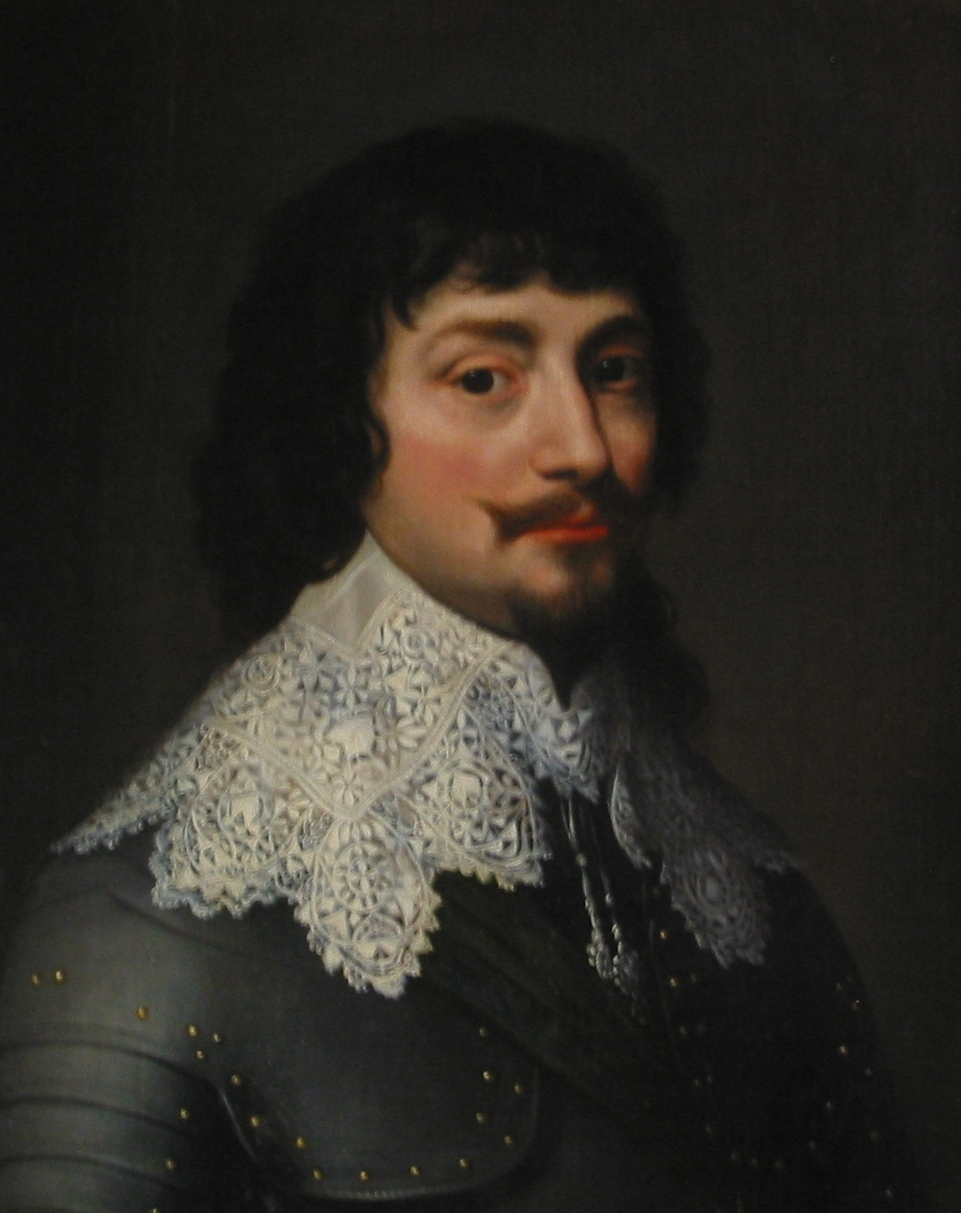
Porträt um 1625, Gerrit van Honthorst zugeschrieben (Heeresgeschichtliches Museum).

#### Vorgeschichte und Pläne
Wann genau die Idee zur Bewerbung um die böhmische Königskrone entstand, ist nicht bekannt. Denkbar war diese nur, weil die ständische Wahlmonarchie Böhmen, seit 1526 von Habsburgern regiert, zu Beginn des 17. Jahrhunderts in eine tiefe politische Krise geraten war. Die Landstände Böhmens wollten ihre Macht nicht durch die absolutistisch denkenden Habsburger einschränken lassen, und im evangelischen böhmischen Adel hatte sich eine starke Opposition gegen die Rekatholisierungsbestrebungen Kaiser Rudolfs II. und seiner Parteigänger formiert. 1609, die Habsburger waren durch dynastische Streitigkeiten und einen unglücklich verlaufenen Türkenkrieg geschwächt, trotzten die Protestanten dem Kaiser den so genannten Majestätsbrief und damit die Religionsfreiheit ab. Schon damals gab es politische Kontakte böhmischer Adliger zur Protestantischen Union.
Bereits 1612, als Rudolf II. starb und Friedrichs englische Heiratspläne konkret wurden, gab es jedenfalls Überlegungen, dass sich der Pfälzer um die Krone Böhmens bewerben sollte. Die Gedankenspiele waren wohl auch den protestantischen Fürsten der Union bekannt: Die Übernahme der böhmischen Kurstimme sollte dem protestantischen Lager eine Stimmenmehrheit im Kurkollegium sichern, um so auch einen Protestanten auf den Kaiserthron bringen zu können. Die politischen Strategen am Heidelberger Hof glaubten, dass Kurfürst Johann Georg von Sachsen das Bündnis mit den Habsburgern verlassen und Friedrich unterstützen würde. Die Annahme war allerdings völlig unbegründet. Kaum zehn Jahre später trug diese Fehleinschätzung wesentlich dazu bei, dass Friedrichs böhmische Regierung nur eine kurze Episode blieb.
Zunächst gewann aber der Habsburger Matthias ohne Schwierigkeiten 1611 sowohl die böhmische als auch ein knappes Jahr später die römische Krone. Die konfessionellen und politischen Auseinandersetzungen in Böhmen gingen unterdessen unvermindert weiter. Die Lage war ziemlich unübersichtlich. So gelang es dem Kaiser 1617 noch, den unversöhnlichen Katholiken Ferdinand von Innerösterreich als seinen Nachfolger zum böhmischen König krönen zu lassen. Nur ein Jahr später schritten die evangelischen Stände Böhmens jedoch mit dem Ständeaufstand zur offenen Rebellion. Sie begann mit dem zweiten Prager Fenstersturz, bei dem drei katholische Landesbeamte aus den Fenstern der Prager Burg geworfen wurden.
In dieser Situation verstärkte Christian von Anhalt seine Bemühungen, für Friedrich die böhmische Krone zu erringen. Als Statthalter der Oberpfalz mit Sitz in Amberg war er nicht zu weit von Prag entfernt, um zeitnah in die sich überschlagenden politischen Ereignisse eingreifen und seinen Einfluss geltend machen zu können. Christian gelang es aber nicht, eine ausreichend starke Partei für Friedrichs Bewerbung zu schaffen. Der Kurfürst war nicht nur zu unerfahren und ohne Ansehen, er war vor allem Calvinist und gehörte damit einer Konfession an, die in Böhmen kaum vertreten war, wenn auch einige bedeutende Adlige den politischen Ideen der Calvinisten nahestanden.
Als die Nachricht vom Prager Fenstersturz am 2. Juni 1618 Heidelberg erreichte, konnte Friedrich nicht offen für die Aufständischen Partei ergreifen. Dies wäre eine Rebellion gegen den Kaiser gewesen, dem auch Friedrich Treue und Gehorsam gelobt hatte. Er hätte sich damit offen ins Unrecht gesetzt. So reihte er sich offiziell in die Schar der Vermittler zwischen den protestantischen Ständen Böhmens und Matthias ein, die einen Ausgleich beider Seiten zu erreichen suchten. Insgeheim unterstützte aber Christian von Anhalt weiterhin die antihabsburgische Partei in Prag. Friedrich indessen schob in einem Brief an seinen Schwiegervater den Jesuiten und der spanischen Partei am Wiener Hof die Schuld für den Aufstand in Böhmen zu.
In Prag soll die Idee einer offenen Kandidatur Friedrichs erstmals im November 1618 bei den Gesprächen des preußischen Rats und Amtshauptmanns Achatius von Dohna aufgetaucht sein; inwieweit Friedrich eingeweiht war oder die Sache selbst vorantrieb, ist nicht bekannt. Auf jeden Fall zeigte sich Jakob I. wenig begeistert, als er vom kurpfälzischen Hofrat Christoph von Dohna darauf angesprochen wurde. Auch die protestantischen Fürsten der Union zeigten sich besorgt über diese Idee, da sie befürchteten, die Wahl Friedrichs könnte das Reich in einen religiösen Krieg stürzen. Der sächsische Hof lehnte die Pfälzer Kandidatur kategorisch ab.
Hinter den Kulissen organisierte Friedrich den Einmarsch eines kleinen Heeres unter Graf Ernst von Mansfeld nach Böhmen, um die Aufständischen zu unterstützen. Mansfeld überschritt im August 1618 die Grenze und belagerte Pilsen, den bedeutendsten Stützpunkt der katholischen kaisertreuen Partei. Die Stadt fiel am 21. November, womit Böhmen ganz in der Hand der Protestanten war.
Im März 1619 starb Kaiser Matthias. Die protestantischen böhmischen Stände wollten den bereits 1617 gekrönten Nachfolger Ferdinand II. nun nicht mehr als ihren König anerkennen. Um sich gegen den zu erwartenden Einmarsch des Habsburgers abzusichern, schlossen sie am 31. Juli 1619 mit der Böhmischen Konföderation ein Schutz- und Trutzbündnis ab. Die Konföderation legte eine ständestaatliche Verfassung aller Kronländer fest; gleichzeitig beschloss sie die Gleichberechtigung aller inkorporierter Länder bei der Königswahl. Nach Abschluss der Konföderation wurde Ferdinand II. im August 1619 durch den Generallandtag aller böhmischen Länder des Throns für verlustig erklärt. Nun waren alle Bande zwischen Böhmen und den Habsburgern zerschnitten und der offene Krieg spätestens jetzt nicht mehr zu stoppen. Der Dreißigjährige Krieg hatte begonnen. Nur wenigen Zeitgenossen war freilich bewusst, dass aus einer lokalen Rebellion ein verheerender europäischer Krieg werden könnte. Der Erzbischof und Kurfürst von Köln, der Wittelsbacher Ferdinand von Bayern, äußerte zu den Vorgängen in Böhmen fast prophetisch:

„Sollte es so sein, daß die Böhmen im Begriffe ständen, Ferdinand abzusetzen und einen Gegenkönig zu wählen, so möge man sich nur gleich auf einen zwanzig-, dreißig- oder vierzigjährigen Krieg gefaßt machen“

Die Stände der böhmischen Länder schritten nun gemäß den Regeln der Konföderation zur gemeinsamen Wahl eines neuen Königs. Nachdem Johann Georg von Sachsen, der Wunschkandidat der gemäßigten protestantischen Partei, frühzeitig abgesagt hatte, blieb nur der Pfälzer als Kandidat. Niemand sonst wollte den Konflikt mit Ferdinand II. riskieren. Die Chancen für eine erfolgreiche Machtübernahme in Böhmen verbesserten sich für Friedrich im Sommer 1619 insofern, als am 16. August auch die Stände Ober- und Niederösterreichs dem antihabsburgischen Bündnis der böhmischen Länder beitraten und der siebenbürgische Fürst Gábor Bethlen mit seinem Heer ins habsburgische Oberungarn einfiel.
Und genau in dieser Zeit war Ferdinand auf dem Wege nach Frankfurt am Main zu seiner Wahl zum Kaiser.

#### Wahl und Einzug in Prag

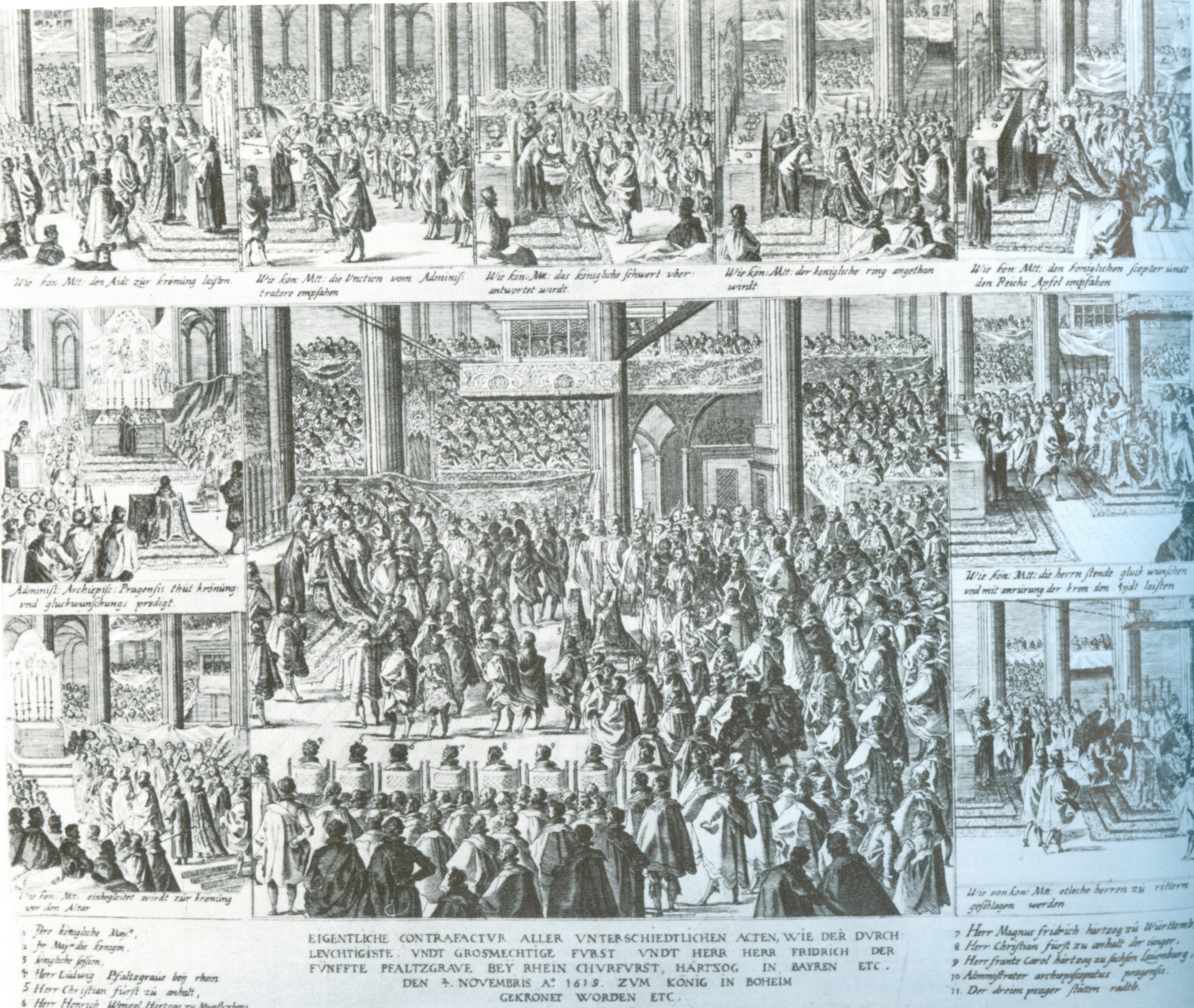
Zeitgenössische Darstellung der Krönung Friedrichs V zum böhmischen König, 1619

Am 26. August 1619, seinem 23. Geburtstag, wurde Friedrich V. von der Pfalz schließlich als erster böhmischer König mit den Stimmen aller in der Böhmischen Konföderation zusammengeschlossenen Länder gewählt. Der Kandidat selbst erfuhr von der auf ihn gefallenen Wahl am 29. August in Amberg.
Die Wahl Ferdinands II. zum Kaiser zwei Tage später konnte Friedrich angesichts der katholischen Mehrheit im Kurfürstenkollegium nicht verhindern. Auch die Stimmen der protestantischen Kurfürsten aus Sachsen und Brandenburg gingen an den Habsburger. Gegen den Einspruch einer aus Prag angereisten Delegation der böhmischen Stände wurde Ferdinand die dem König von Böhmen zustehende Kurstimme von den drei geistlichen Kurfürsten und den Kurfürsten aus Brandenburg und Sachsen zugesprochen. Nur die pfälzischen Gesandten plädierten für eine Anhörung der böhmischen Gesandten.
Um Einstimmigkeit zu erzielen, zogen die pfälzischen Gesandten ihre ursprüngliche Stimmabgabe für Maximilian von Bayern zurück und votierten auch für Ferdinand. Diese Entscheidung sollte für die zukünftige Entwicklung aber fatal sein. Denn mit dieser Entscheidung hatte nun das gesamte Kurfürstenkollegium bestätigt, dass es die Absetzung Ferdinands und eine erneute Königswahl in Böhmen als illegal betrachtete. Im Reich war der Pfälzer daher in einer denkbar schwachen Position.
Genau am Tag der Kaiserwahl traf die Nachricht von der Wahl Friedrichs V. zum König von Böhmen in Frankfurt ein. Da Friedrich nicht zum Wahltag in Frankfurt erschienen war, schickten ihm seine dort als Gesandte vertretenen Hofräte ein Gutachten, in dem sie ihm davon abrieten, die böhmische Wahl anzunehmen.
Über die Gründe der folgenschweren Annahme der Krone wurde in den folgenden Jahrhunderten viel spekuliert. Dass ihn seine Frau gedrängt habe, da sie unbedingt Königin sein wollte, ist eine Legende der katholischen Propaganda, ebenso wie der von Friedrich Schiller in seinem 1792 erschienenen Geschichtswerk Geschichte des 30jährigen Kriegs kolportierte Ausspruch Elisabeth Stuarts:

„Konntest du dich vermessen, […] die Hand einer Königstochter anzunehmen, und dir bangt vor einer Krone, die man freiwillig dir entgegenbringt? Ich will lieber Brod essen an deiner königlichen Tafel, als an deinem kurfürstlichen Tische schwelgen.“

Auch wenn die lang ersehnte Standeserhöhung sicherlich hochwillkommen war, dürften aber vorrangig religiöse Gründe ausschlaggebend gewesen sein. In seinem Rechtfertigungsschreiben sprach Friedrich von einer göttlichen Berufung und stilisierte sich in einem Gebet, das er kurz vor der Abreise nach Prag verfasste, zu einem „Kreuzritter des Protestantismus“. Dennoch blieb er schwankend zwischen der Heiligkeit seiner Pflicht gegenüber dem Kaiser und dem Bedürfnis, Glaubensgenossen in einer gerechten Sache zu unterstützen.
Neben machtpolitischen und religiösen Beweggründen könnten aber auch wirtschaftliche Überlegungen eine Rolle gespielt haben, weshalb Christian von Anhalt seinem Dienstherren zur Krone verhelfen wollte. Die Oberpfalz um Amberg war zu dieser Zeit das europäische Eisenzentrum; Böhmen war ein Brennpunkt für Zinn- und Glashandel. Ein Zusammenlegen hätte eine neue Exportmacht in zentraler Lage bedeuten können. Für Christian von Anhalt als Statthalter der Oberpfalz wäre dies auch finanziell lohnend gewesen.
Die am 12. September stattfindende Versammlung der protestantischen Union in Rothenburg ob der Tauber riet Friedrich mehrheitlich, sich nicht in die böhmischen Angelegenheiten einzumischen. Auch die anderen Verbündeten der Protestanten im Reich, wie die Vereinigten Niederlande, der Herzog von Savoyen oder die Republik Venedig, wollten oder konnten das Projekt weder militärisch noch finanziell unterstützen. Nur der Fürst von Siebenbürgen, Gábor Bethlen, sandte ermutigende Briefe an Friedrich.
Doch der Kurfürst schlug alle Warnungen und Bedenken in den Wind. Zwischen dem 24. und dem 28. September 1619 entschloss sich Friedrich, „dem Willen des Allmechtigen nicht zu widerstreben“ und die Wahl anzunehmen. Die Vereinigten Niederlande, Dänemark, Schweden und die Republik Venedig erkannten Friedrich als König an, das gemeinsame Zusammengehen der protestantischen Fürsten des Reiches kam jedoch nicht zustande.
Nach der Annahme der Wahl brach Friedrich am 27. September 1619 von Heidelberg in Richtung Prag auf. Die Reise führte über Ansbach, Neumarkt und Amberg nach Waldsassen, wo der König von Vertretern der böhmischen Stände empfangen wurde. Weiter ging es über Eger, Falkenau, Engelshaus, Saaz, Laun und Schlan. Um sicherzustellen, dass dem neuen König ein freudiger Empfang bereitet werde, wurde die Strecke durch Besitzungen von Mitgliedern des Prager Direktoriums gelegt.
Am 31. Oktober 1619 zog Friedrich mit insgesamt 568 Personen und fast 100 Wagen in Prag ein, wo er begeistert willkommen geheißen wurde. Der Einzug nahm nicht den sonst üblichen Königsweg, der eigentlich zu den Krönungsfeierlichkeiten gehörte und den sowohl Friedrichs Vorgänger als auch seine Nachfolger zur Darstellung königlicher Macht nutzten. Vermutlich ist die Änderung darauf zurückzuführen, dass die Reisegesellschaft ohnehin vom Westen kam und die Strecke so verkürzt werden konnte.

#### Krönung
Die Krönung Friedrichs fand am 4. November 1619 im Veitsdom statt. Sie wurde nicht vom Prager Erzbischof, sondern von dem utraquistischen Administrator des Erzbistums, Georg Dicastus, unter Assistenz des Seniors des böhmischen evangelischen Konsistoriums Johannes Cyrill von Třebič vollzogen. Der Ablauf der Zeremonie hielt sich weitgehend an den Krönungsordo Kaiser Karls IV., wobei nur einzelne Gebete und Texte in Teilen abgeändert wurden. Demgegenüber wurde die Allerheiligenlitanei gesungen, die als typisch katholisches Ritual anzusehen ist. Auch die für den Calvinismus unbedeutende Salbung wurde, leicht abgewandelt, beibehalten. Nach der Krönung nahm der neue König die Huldigung der Stände entgegen.
Auch wenn ein großer Teil des Landes vom Krieg bereits verwüstet war und viele Flüchtlinge in der Stadt lagerten, wurden Ankunft und Krönung des Königs mit rauschenden Festen gefeiert. Seine zuvor erteilte Garantie der böhmischen Ständeverfassung, die vermeintliche Tüchtigkeit seines Kanzlers Christian von Anhalt und der Umstand, dass sich seine schöne Gattin in hochschwangerem Zustand auf die beschwerliche Reise gemacht hatte, nahmen seine neuen Untertanen für den neuen König ein.

#### Regierung

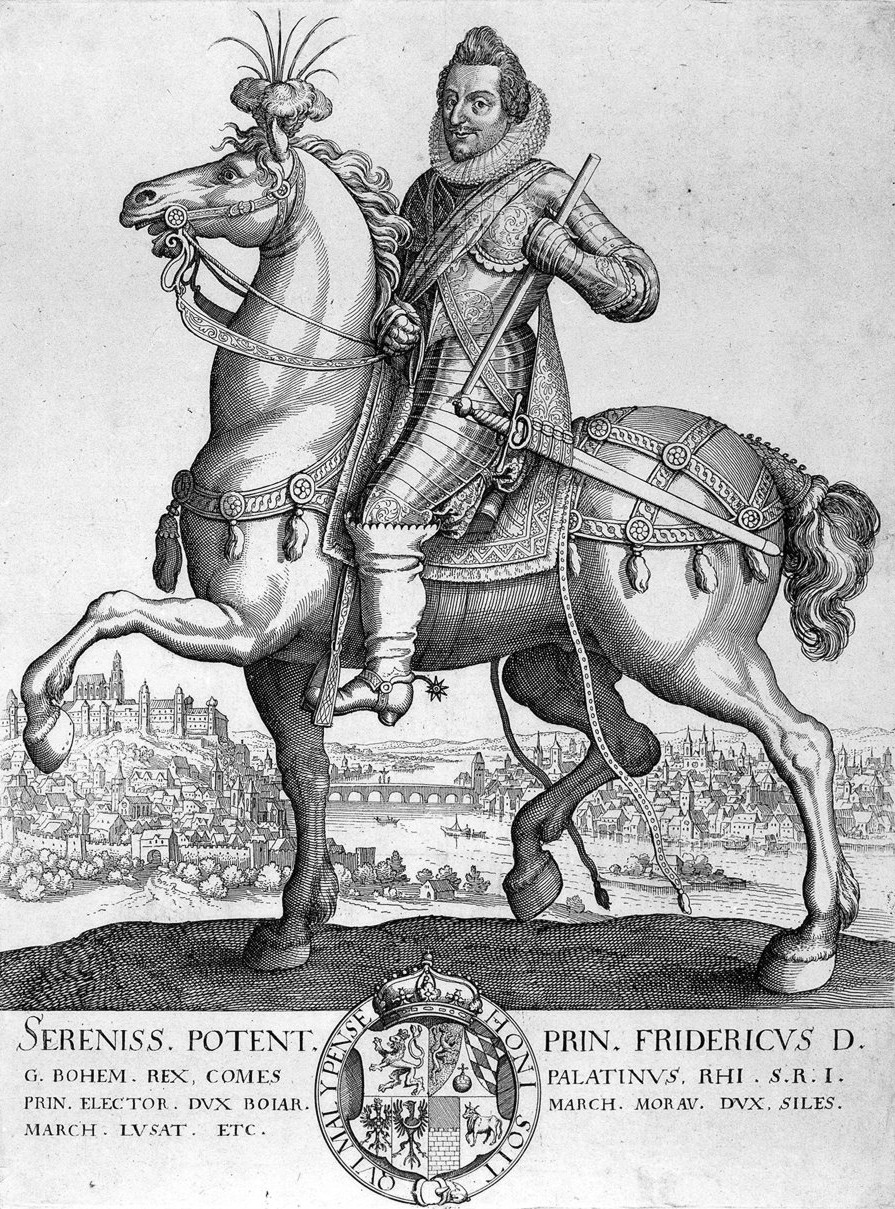
Reiterbildnis des Königs, Friedrich im Harnisch im Hintergrund die Stadt Prag, unbekannter Künstler 1619/20

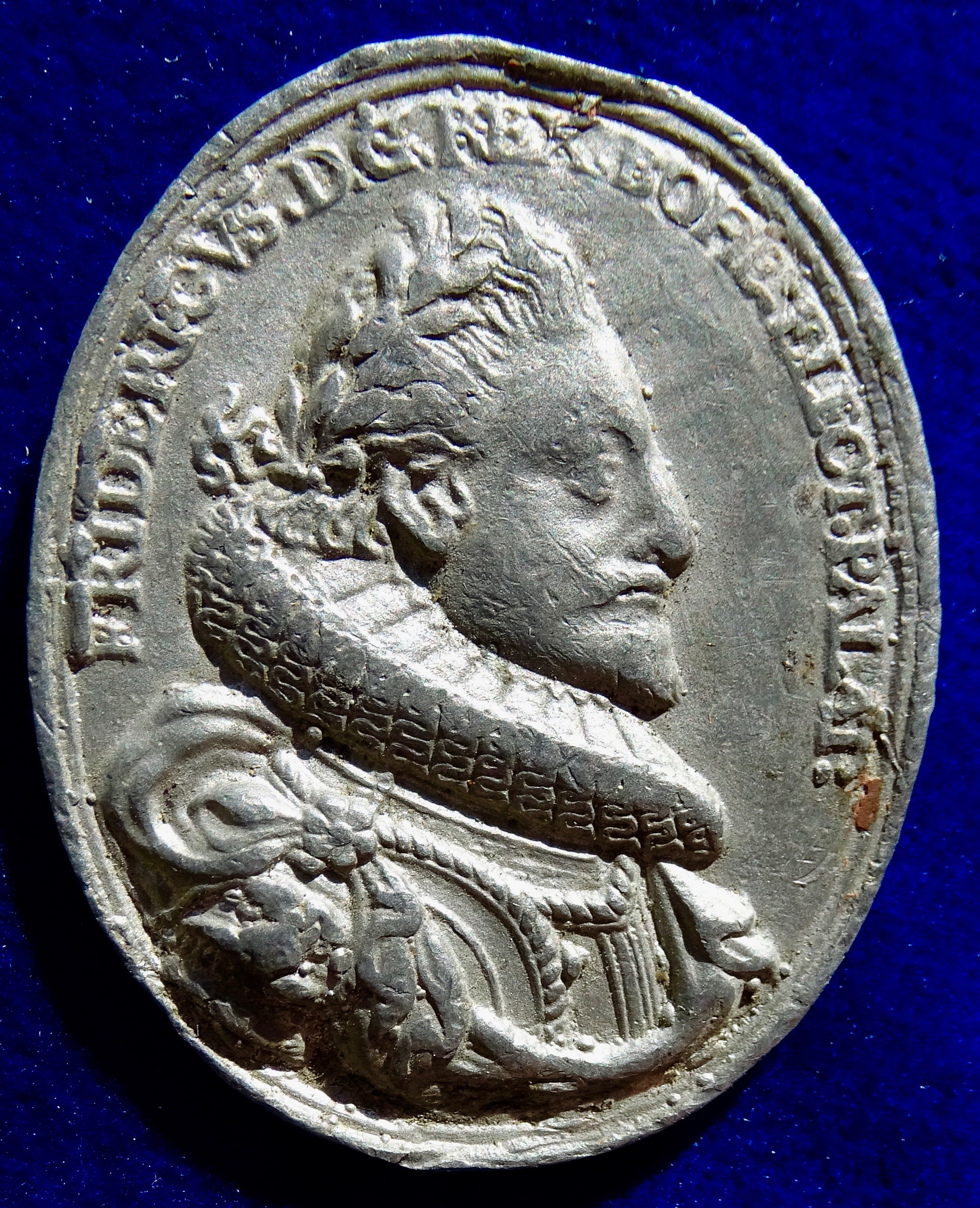
Böhmen 1620, nachträgliche Medaille zur Königskrönung des Kurfürsten von der Pfalz Friedrich V in Prag. Vorderseite

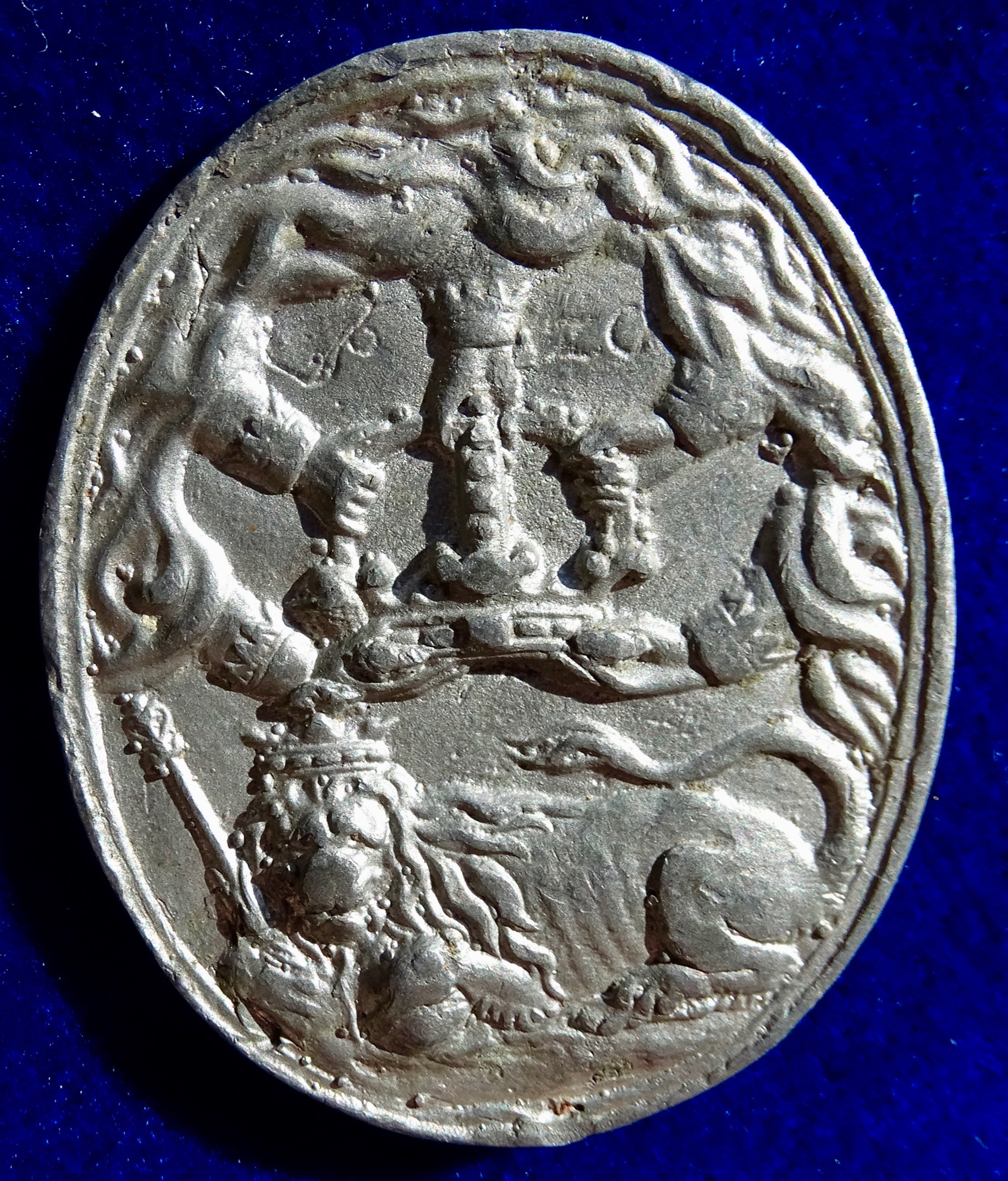
Auf der Rückseite dieser Medaille halten 5 Hände die böhmische Königskrone über den n.l. liegenden gekrönten pfälzischen Löwen mit Zepter in der rechten Tatze und die linke auf dem Reichsapfel liegend, darüber die geteilte Jahreszahl

Der Regierungsantritt Friedrichs in Böhmen war mit großen Schwierigkeiten verbunden. Der Pfälzer hatte zwar die Herrschaft eines reichen Landes übernommen, die Staatsfinanzen waren aber schon seit Jahren zerrüttet. Dazu kam, dass die böhmischen Könige nur über geringe eigene Einnahmequellen verfügten und damit vornehmlich auf das Wohlwollen des Adels und die Steuerbewilligungen der Landtage angewiesen waren. Mit diesem Problem hatten sich schon Friedrichs habsburgische Vorgänger ohne durchschlagenden Erfolg auseinandersetzen müssen. Friedrich war durch die Böhmische Konföderation verfassungsrechtlich sogar in einer noch schlechteren Position, und es zeigte sich bald, dass sich dies nicht durch konfessionellen Konsens ausgleichen ließ. Der Adel war nicht zu drastisch höheren Steuerbewilligungen bereit, die für eine erfolgreiche Kriegsführung gegen die Habsburger und die katholische Liga unbedingt notwendig gewesen wären. Schließlich hatten nicht nur die konfessionellen Gegensätze, sondern auch die hohen finanziellen Belastungen der Türkenkriege zur Absetzung der Habsburger und zur Wahl Friedrichs geführt.
Nicht nur dass Friedrich von den Landtagen der böhmischen Länder zu wenig Steuern und Truppen bewilligt bekam, er sah sich zudem genötigt, bedeutenden Persönlichkeiten aus den einzelnen Kronländern teure Geschenke zu machen, um seine Anhängerschaft in den Ständegemeinden bei der Stange zu halten.
In Prag gerieten der König und sein durch deutsche Calvinisten geprägter Hof bald in die Kritik und bekamen die Ablehnung der Bevölkerung, eines Teils der Geistlichkeit und des Adels zu spüren. Das Königspaar sprach kein Wort Tschechisch und hatte die Hofämter vorwiegend mit auswärtigen Vertrauten besetzt, während die Landesämter in der Hand des einheimischen Adels waren. Deshalb war eine gedeihliche Zusammenarbeit zwischen königlicher und ständischer Verwaltung nur schwer möglich. Drastische Folgen zeitigte der Versuch von Friedrichs Hofprediger Abraham Scultetus, dem Land mit Gewalt die calvinistische Religion aufzuzwingen. Für die utraquistische Konfession, der die Mehrheit der Tschechen anhing, zeigten die Calvinisten keinerlei Verständnis. Ein besonderes Ärgernis waren für den Hofprediger die Reliquien und Bilder in den Kirchen des Landes, die nicht nur in den katholischen, sondern auch in den utraquistischen Kirchen erhalten geblieben waren. Deshalb ließ Scultetus „mit Willen und Wissen des Königs“ ab dem 21. Dezember 1619, nur kurz unterbrochen durch das Weihnachtsfest, im St.-Veits-Dom die religiösen Kunstschätze entfernen oder zerstören. Am 27. und 28. Dezember wurde der berühmte Marienaltar von Lucas Cranach zerstört. Diese Ereignisse führten zu einer großen Empörung unter der Bevölkerung Prags; es ging sogar das Gerücht um, dass die Calvinisten das Grab des heiligen Wenzel aufbrechen wollten. Wenig später beklagte sich Friedrich, dass seine Befehle nicht mehr ausgeführt würden. Aus Furcht, noch weiter an Ansehen zu verlieren, versuchte er die Schuld auf andere abzuwälzen.

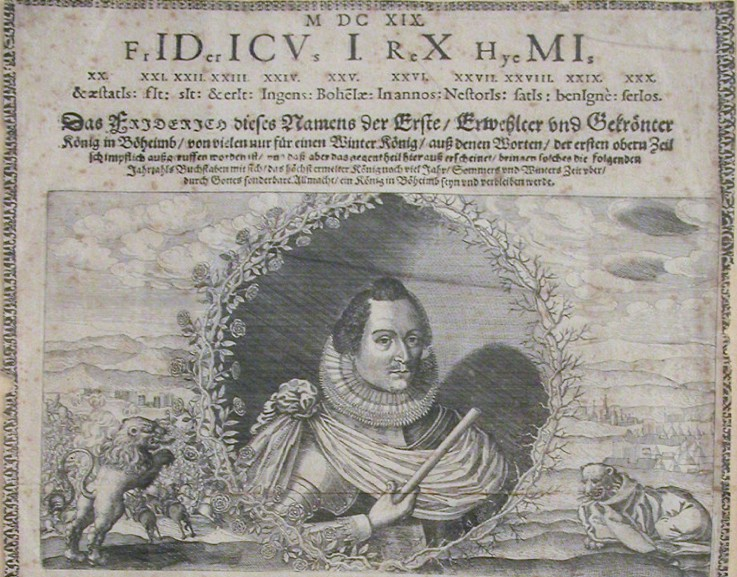
Flugschrift von 1620, mit der die pfälzische Publizistik erstmals auf den kurz zuvor geprägten Spottnamen Winterkönig reagierte.

Schon kurz nach Friedrichs Regierungsantritt tauchte auch der Spottname Winterkönig zum ersten Mal auf. Ein Flugblatt der kaiserlichen Seite zeigt erstmals das Chronogramm FrIDerICVs I. ReX HyeMIs (Fridericus I. Winterkönig), wobei die großgeschriebenen Buchstaben, in die richtige Reihenfolge gebracht, die römische Zahl MDCXVIIII für 1619 ergeben (vgl. Abbildung einer pfälzischen Flugschrift, auf der dieses Chronogramm auch verwendet wurde). Auf diesen Spottnamen reagierte die protestantisch-pfälzische Publizistik im Laufe der Jahre 1619 und 1620 mehrfach durch Verteidigungsschriften und sogar mit der Umwidmung des Spottnamens. So findet sich auf einem Flugblatt, das die Annahme der Krone als Willen Gottes verteidigt, die Bezeichnung Winterlöwe. Mit Gottes Hilfe würde Friedrich darüber hinaus auch ein Sommerlöwe werden und die Krone Böhmens gegen die Unruhestifter und Lügner verteidigen.
Der Kaiser scharte unterdessen Unterstützer um sich, um die böhmische Krone wiederzuerlangen. Da er selbst finanziell nicht in der Lage war ein Heer gegen Friedrich aufzustellen, schloss er am 8. Oktober 1619 einen Vertrag mit dem bayerischen Herzog und Führer der Katholischen Liga Maximilian I., nach dessen Wortlaut Maximilian die volle Befehlsgewalt über die Unternehmungen in Böhmen haben und alle eroberten Gebiete als Pfand für seine Auslagen erhalten sollte. In einem Geheimabkommen sicherte Ferdinand dem späteren bayerischen Kurfürsten zu, dass dieser nach der Niederlage Friedrichs dessen Kurwürde erhalten würde. Herzog Maximilian, der zuvor für eine Allianz der katholischen und protestantischen Fürsten zum Schutz der Reichsverfassung eingetreten war und seinen Wittelsbacher Vetter vor der Annahme der böhmischen Krone in einem Schreiben eindringlich gewarnt hatte, wurde durch den Schritt Friedrichs in das Lager des Kaisers, seines früheren Studienkommilitonen und Schwagers getrieben.
Auch der lutherische Kurfürst Johann Georg von Sachsen nahm Partei für Kaiser Ferdinand. Sein Hofprediger Matthias Hoë von Hoënegg beschuldigte die böhmische Regierung nun aber, den lutherischen Glauben an den calvinistischen Antichristen verraten zu haben und rief aus:
Der [d. h. Gott] wird alle Eurer Kaiserlichen Majestät muthwillige Feinde auf die Backen schlagen, ihre Zähne zerschmettern, sie zurücke kehren und kläglich zu Schanden werden lassen!
Um den sächsischen Kurfürsten und die anderen protestantischen Reichsfürsten zu einer Unterstützung Friedrichs zu bewegen, riet Kanzler Christian von Anhalt seinem König, alle protestantischen Fürsten zu einer Beratung im Dezember 1619 nach Nürnberg einzuladen. Die Beratungen gerieten zu einem Fiasko, da kaum ein Fürst Vertreter entsandte. Insbesondere fehlte ein Gesandter Johann Georgs. Die Anwesenden beschlossen halbherzig, Friedrichs rheinische Gebiete während seiner Abwesenheit zu sichern.
Vier Monate später, im März 1620, wies eine Versammlung der kaiserlichen Partei in Mühlhausen die rechtlichen Argumente Friedrichs zurück. Friedrich schrieb in einer Verteidigungsschrift, dass er nicht den Reichsfrieden gebrochen habe, da sich Böhmen außerhalb des Reichsgebietes befinde und der Konflikt mit Ferdinand somit kein Konflikt zwischen einem Reichsfürsten und dem Kaiser sei. Ferdinand könne demnach seine kaiserliche Macht nicht gegen ihn verwenden. Die Versammlung, darunter Vertreter Johann Georgs von Sachsen und Maximilians von Bayern, erklärte dagegen Böhmen zu einem integralen Bestandteil des Reiches. Daraufhin erließ der Kaiser am 30. April ein Mandat, das Friedrich ultimativ aufforderte, sich bis zum 1. Juni aus Böhmen zurückzuziehen. Andernfalls werde Ferdinand, in seiner Eigenschaft als Kaiser und rechtmäßiger böhmischer König, alle militärischen Mittel zur Niederwerfung des Usurpators heranziehen. Wenig später unterschrieb der sächsische Kurfürst einen Vertrag mit Ferdinand, der ihm für sein militärisches Eingreifen eine Garantie für den lutherischen Glauben in Böhmen und die Anerkennung aller säkularisierten Gebiete im Nieder- und Obersächsischen Reichskreis gewährte. Dies waren Forderungen, die man mit Johann Georgs Überzeugung in Übereinstimmung bringen kann, Friedrich habe die protestantische Partei und deren Kampf um die Reichsverfassung entscheidend geschwächt. Aber die verlangte und gewährte Abtretung der Lausitzen an Sachsen war ein die Glaubensfragen überlagerndes machtpolitisches Motiv.
In dieser Situation wollte Friedrich auf dem am 25. März 1620 eröffneten Generallandtag durch massive Steuer- und Abgabenerhöhungen und eine allgemeine Wehrpflicht die Niederlage abwenden. Um Geld für das böhmische Heer aufzutreiben, verwendete Friedrich seine Privatmittel, verpfändete seine Juwelen und trieb im Mai 1620 die Kurpfalz in die Zahlungsunfähigkeit, als er zwei Tonnen Gold nach Böhmen schaffen ließ.
Derweil kamen auch von außerhalb nur Hiobsbotschaften. Der englische König Jakob I. missbilligte das Vorgehen seines Schwiegersohnes. Die protestantischen Fürsten der Union wollten neutral bleiben; sie unterzeichneten am 31. Juli 1620 den Ulmer Vertrag und zogen ihre Truppen aus der Pfalz zurück, zu deren Verteidigung sie sich eigentlich verpflichtet hatten. Die Vereinigten Niederlande bewilligten Friedrich nur eine monatliche Zuwendung von fünfzigtausend Gulden und entsandten lediglich ein kleines Kontingent zur Verstärkung des böhmischen Heeres.

#### Schlacht am Weißen Berg

Dieses Gemälde von Pieter Snayers zeigt ereignisreich und detailliert die drei Phasen der Schlacht am Weißen Berg

Ein besserer Vorwand für den Einmarsch kaiserlicher Truppen in die Pfalz und die Beseitigung eines wichtigen protestantischen Vorpostens als die Annahme der böhmischen Krone durch Friedrich konnte kaum gefunden werden. Generalleutnant Spinola hatte bereits nach dem Bekanntwerden der Wahl Truppen in den spanischen Niederlanden und im Elsass zusammengezogen. Der Marschbefehl für Spinola wurde am 23. Juni 1620 erteilt und erreichte ihn kurz nach der Unterzeichnung des Ulmer Vertrages.
Am 23. Juli 1620 überschritt Maximilian von Bayern mit 25.000 Mann des Heeres der Katholischen Liga die Grenze von Bayern nach Österreich, um zuerst die protestantischen Stände der Erblande des Kaisers zu unterwerfen. Anfang August brach Spinola mit seinem Heer von 25.000 Mann aus Flandern auf und wandte sich anfangs nach Böhmen. Doch in der dritten Augustwoche machte er kehrt, zog gegen die nahezu schutzlose Pfalz und besetzte zunächst Mainz. Nur 2000 Freiwillige aus England, denen König Jakob erlaubt hatte, in die Pfalz zu ziehen, standen zur Unterstützung bereit. Sie setzen sich in Frankenthal und Mannheim fest. Am 5. September überschritt Spinola den Rhein, eroberte am 10. September Kreuznach und am 14. September Oppenheim. Der in Böhmen befindliche Friedrich konnte nichts gegen die Eroberung seiner Stammlande tun, außer den englischen König um Hilfe anzuflehen.
Nachdem Maximilian in Linz die österreichischen Stände unterworfen hatte, vereinigte er sich mit den Resten des kaiserlichen Heeres und überschritt am 26. September die böhmische Grenze. Kurz darauf, am 5. Oktober, fiel der Kurfürst von Sachsen von Norden mit dem sächsischen Heer in Böhmen ein. Bei Rokitzan traf Maximilian mit dem Liga Heer auf das bunt zusammengewürfelte, schlecht bezahlte, mangelhaft ausgerüstete und kurz vor einer Meuterei stehende Heer Friedrichs, das etwa 15.000 Mann umfasste. Friedrich weilte seit dem 28. September beim Heer, überließ aber die Kriegführung seinen Generälen, da er selbst kein ausgebildeter Militär war. Stattdessen organisierte er den Nachschub, kümmerte sich um Befestigungen und um die Versorgung der Verwundeten.
Nach einer Reihe folgenloser Scharmützel zog Friedrich am 5. November sein böhmisches Heer in Richtung Prag zurück und die kaiserlichen Liga-Truppen folgten.  Am Abend des 7. November hielt das Heer nur wenige Meilen vor Prag und bezog Stellung auf dem Gipfel des Weißen Berges. Einen Tag zuvor hatte König Friedrich die Linien abgeritten und die Soldaten ermahnt, weder seine noch die böhmische Sache im Stich zu lassen. Er eilte nach Prag, um die böhmischen Stände um Geld für seine Truppen anzuflehen und den Abgesandten des englischen Königs Jakob zu empfangen, von dem er sich die lang ersehnte Nachricht über die Unterstützung des Königs erhoffte. Es war jedoch zu spät. Als Friedrich gegen Mittag des 8. November aus der Stadt zu den Truppen zurückreiten wollte, traf er am Stadttor auf fliehende Soldaten seines Heeres und seinen Kanzler Christian von Anhalt, der ihm die Katastrophe mitteilte: Das böhmische Heer war am Morgen des Tages in der Schlacht am Weißen Berg vernichtend geschlagen worden.

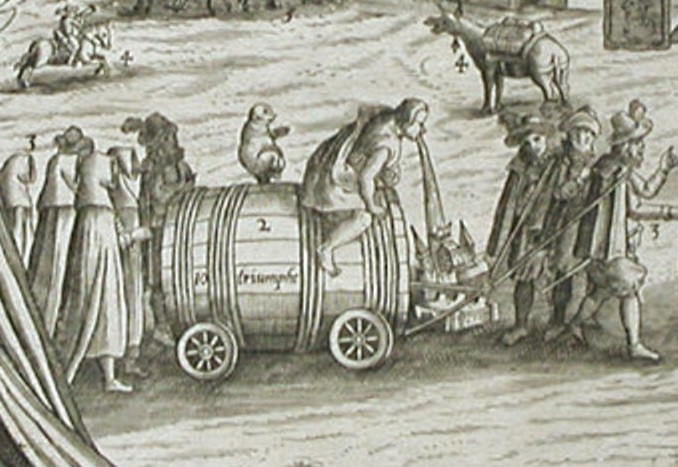
Detail aus einer Spottschrift auf den Winterkönig nach der verlorenen Schlacht am Weißen Berg:
Daß Haidelberger Faß gar groß /
Vor zeit voll Wein jetzt bodenloß /
Daß mag der Winterkönig sparn
Daß er drauf mit seim aff mög farn
Er sitzt darauff/sehr schwach vnd kranckt /
Vom böhmischen Biergetranck.
Sein Magen nit mehr dewen [verdauen] kon
Wirfft herauß Länder/Stätt vnd Cron.

Christian konnte nur eine einzige Lösung vorschlagen: die sofortige Flucht. Am Morgen des 9. November machte Friedrich sich auf den Weg in die schlesische Hauptstadt Breslau, begleitet von seiner Gattin und einigen seiner Räte – im Gepäck nicht viel mehr als die Kronjuwelen. Der Aufbruch geschah gerade noch rechtzeitig, da die Bevölkerung Prags drauf und dran war, den König an Maximilian auszuliefern. Schon zuvor waren die Stadttore vor den fliehenden Soldaten gnadenlos geschlossen worden. Nach Friedrichs hastiger Abreise ergab sich Prag Maximilian. In Schlesien wollte Friedrich die Niederlage am Weißen Berg nach allen Kräften rächen, jedoch versagten ihm die schlesischen Stände die Unterstützung, so dass Friedrich das Herzogtum Anfang des Jahres 1621 in Richtung des Kurfürstentums Brandenburg verließ. Zum Abschied schrieb er dem böhmischen Feldherrn Graf Heinrich Matthias von Thurn:
kein Geitz noch Ehrgeitz hat uns in Böhmen gebracht/kein Armuth noch Elend soll uns von unserm lieben GOtt abtrünnig machen/noch etwas wider Ehr und Gewissen thun lassen.
Die zeitgenössischen Verfasser von Flugschriften, egal ob katholisch oder protestantisch, schonten den geschlagenen König nicht. Ein weitverbreitetes Motiv der Flugschriften war der Postillion, der überall im Reich nach dem verlohren Palatin oder einem jungen Mann, mit Frau und Kindern suchte, der im vorigen Winter noch König war. Auch der Fund des Hosenbandordens durch einen kaiserlichen Soldaten im zurückgelassenen Haushaltsgut Friedrichs wurde publizistisch verarbeitet. Von nun an erschien Friedrich auf den meist sehr derben Karikaturen mit bandlosen Strümpfen, die ihm über die Knöchel herabhingen.
Für die böhmischen Rebellen hatte die Niederlage schreckliche Folgen. Der Kaiser ließ in Prag vor dem Altstädter Rathaus am 21. Juni 1621 in einem viereinhalbstündigen Spektakel achtundzwanzig protestantische böhmische Adelige öffentlich hinrichten. Die Köpfe von zwölf der Hingerichteten und die rechte Hand des Grafen Joachim Andreas von Schlick, eines der wichtigsten Führer des Aufstandes, wurden an den Altstädter Turm der Karlsbrücke genagelt, wo sie zehn Jahre lang als Mahnung für den verlorenen Krieg blieben. Das Wahlkönigtum wurde abgeschafft, Böhmen zum habsburgischen Erbkönigreich erklärt und die Stände durch die Verneuerte Landesordnung weitgehend entmachtet. Die Urkunde der böhmischen Religionsfreiheit, der Majestätsbrief, soll von Ferdinand eigenhändig zerrissen worden sein. Der Grundstein zur gewaltsamen Rekatholisierung des Landes und zur Durchsetzung absolutistischer Herrschaft war gelegt. Nach der Schlacht am Weißen Berg blieb Böhmen, abgesehen von einem weiteren wittelsbachischen Zwischenspiel 1741 bis 1743, dreihundert Jahre lang, bis zur Gründung der Ersten Tschechoslowakischen Republik im Jahr 1918, Teil der Habsburgermonarchie.

### Flucht

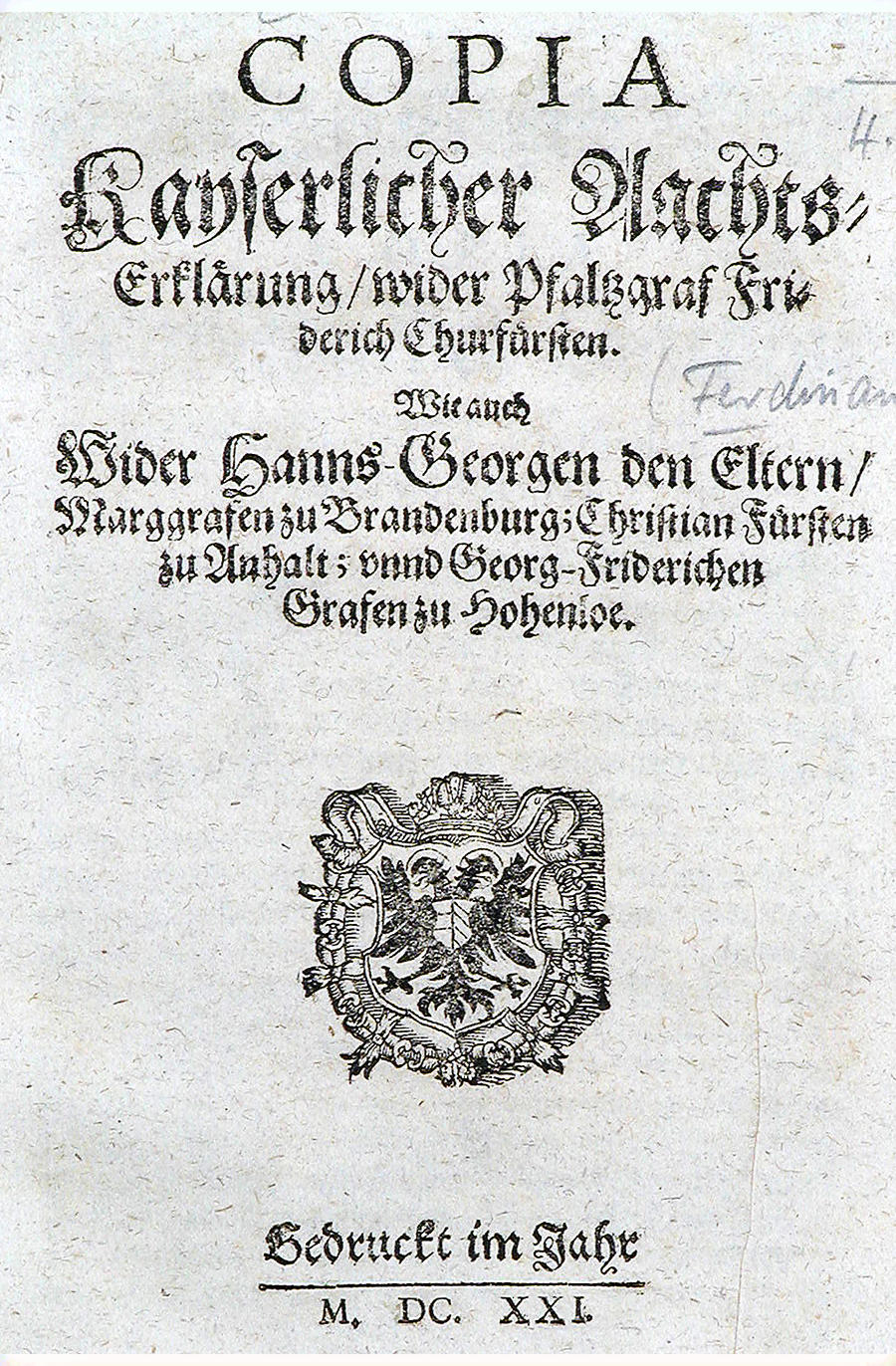
Reichsacht Kaiser Ferdinands II. vom Januar 1621 gegen Kurfürst Friedrich V. Er verlor dadurch seine Erblande und die Kurwürde.

Über Náchod und Glatz floh Friedrich nach Breslau, von wo er sich über Brandenburg und Wolfenbüttel ins niederländische Exil begab, das er im März 1621 erreichte. Bereits am 29. Januar 1621 hatte Ferdinand II. über Friedrich und Christian von Anhalt wegen Landfriedensbruchs, Bruchs von Reichsgesetzen, Unterstützung rebellischer Untertanen und Majestätsverbrechens Vnsere vnnd deß H: Reichs Aacht vnd Ober Aacht verhängt, weshalb man sich bei seiner dortigen Verwandtschaft wenig gastfreundlich zeigte, da jedem, der den Kurfürsten unterstützte, Sanktionen drohten. Maximilian von Bayern wurde mit der Exekution der Reichsacht beauftragt.
Am 6. Februar versammelten sich die Vertreter der Union in Heilbronn und beschuldigten Ferdinand, dass dieser mit der Achtverhängung seinerseits die Reichsverfassung und seinen Eid gebrochen habe. Auf den geharnischten Protest der Fürsten reagierte Ferdinand mit einer drohenden Geste durch die Truppen Spinolas, die immer noch in der Kurpfalz standen. Am 2./12. April 1621 erklärten zwei Mitglieder der Union im so genannten Mainzer Akkord, dass sie ihre Heere auflösten, wenn ihnen Spinola die Neutralität garantiere. Der Akkord war das letzte unterschriebene Dokument der Union und die Versammlung ging danach auseinander. Die Union hatte faktisch aufgehört zu existieren.
Nun war die endgültige Besetzung der Pfalz durch spanische Truppen nicht mehr aufzuhalten, wie man mit Erschrecken in den verschiedenen Hauptstädten der protestantischen und den Habsburgern feindlich gesinnten Länder feststellte.
Am 9. April 1621 lief der zwölfjährige Waffenstillstand zwischen den Vereinigten Niederlanden und Spanien ab und am 14. April traf Friedrich mit Elisabeth Stuart in Den Haag ein, wo sie mit allen Ehren empfangen wurden, die einem regierenden Souverän gebührten. Die Niederlande und Friedrich unterzeichneten einen Vertrag, durch den er die Unterstützung der Niederlande für die Rückeroberung seiner Erblande annahm. Wer gehofft hatte, dass mit der Niederlage des Winterkönigs der Krieg beendet war, sah sich getäuscht.

### Verlust der Erblande

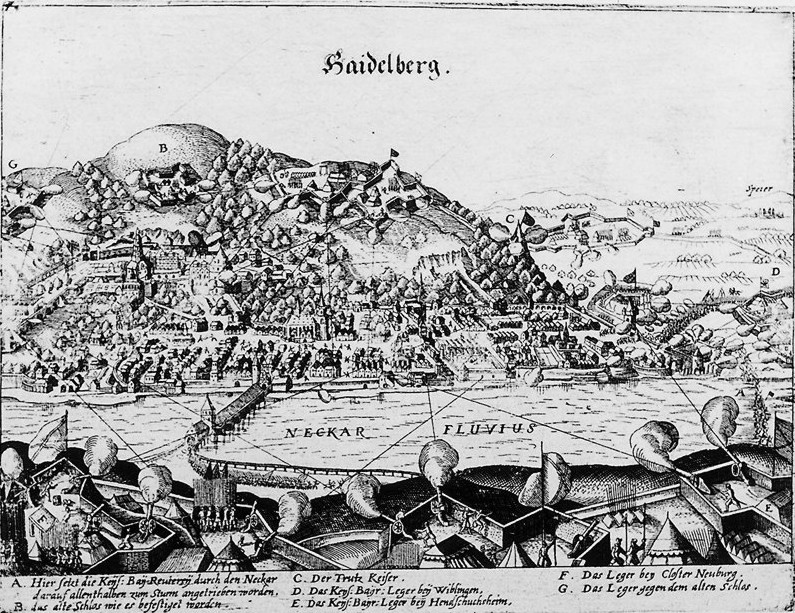
Einnahme Heidelbergs durch die Truppen Tillys am 19. September 1622, siehe auch Belagerung und Einnahme Heidelbergs 1622 auf Wikisource

Im Sommer 1621 trat der Kuradministrator Johann II. von Pfalz-Zweibrücken, der dieses Amt nach der Abreise Friedrichs nach Prag 1619 erneut übernommen hatte, von seinem Amt zurück. Da die räumliche Entfernung ein direktes Eingreifen Friedrichs in die Vorgänge in der Pfalz verhinderte, begab er sich im April 1622 über Calais und Paris in die noch von den Truppen seines Generals Ernst von Mansfeld gehaltene Südpfalz und traf am 21. April mit seinem Heer zusammen. Sofort fing Friedrich an, Hilfeersuchen an die protestantischen Fürsten des Reiches zu senden, und versuchte die Union wiederzubeleben.
Ein eher unbedeutender Sieg über die Truppen Tillys am 27. April 1622 bei der Schlacht am Ohrenberg im Ort Mingolsheim brachte kurzzeitig einen ungeheuren Auftrieb für die pfälzische Sache. Doch der dramatische Mangel an Geld und Lebensmitteln für die Truppen und die Niederlagen der zu Hilfe eilenden Heere des Markgrafen von Baden-Durlach Georg Friedrich am 6. Mai in der Schlacht bei Wimpfen und Christian von Braunschweig-Wolfenbüttel in der Schlacht bei Höchst am 20. Juni 1622 wendeten das Blatt. Friedrich geriet immer mehr unter den Einfluss des Generals Mansfeld, den die protestantische Sache kaum interessierte. Dementsprechend skrupellos war seine Vorgehensweise. Mit Wissen und Duldung des Kurfürsten überfiel Mansfeld Darmstadt und nahm Landgraf Ludwig V. von Hessen-Darmstadt und dessen Sohn Johannes als Geiseln. Auf dem Rückzug ins Elsass steckte Mansfeld eine Stadt und dreißig Dörfer in Brand. Insbesondere die Gefangennahme des Landgrafen, ein eindeutiger Verstoß gegen Reichsrecht, kostete Friedrich die letzten Sympathien.
Friedrich entließ Mansfeld aus seinen Diensten, nachdem dieser ihn davon überzeugt hatte, dass die pfälzischen Erblande nicht mehr zu halten waren, und kehrte am 18. Juni 1622 noch einmal nach Heidelberg zurück, um die kurfürstlichen Akten und Wertgegenstände abzuholen. Anschließend verbrachte er den Sommer bei seinem Onkel, dem Herzog von Bouillon, in Sedan.
Wenig später vollendeten Tilly und der spanische General Gonzalo Fernández de Córdoba die Eroberung der Pfalz. Am 19. September 1622 fiel Heidelberg nach elfwöchiger Belagerung und am 5. November Mannheim. Nur in der kleinen Festung Frankenthal harrte die kleine englische Besatzung noch aus. Nach der Eroberung Heidelbergs wurden die protestantischen Kirchen geschlossen, die Universität aufgelöst und auf Veranlassung Maximilians die Bibliothek, die berühmte Bibliotheca Palatina, als Dankesgeschenk Papst Gregor XV. überreicht. Mehr als 3500 Handschriften gingen nach Rom, und der Papst revanchierte sich bei Maximilian mit einer Zahlung von insgesamt 620.000 Gulden für die Finanzierung der Feldzüge der katholischen Liga.
Am 25. Februar 1623 übertrug Kaiser Ferdinand II. auf dem Regensburger Fürstentag die Kurwürde, wie in dem Geheimabkommen festgelegt, auf Maximilian I. von Bayern. Als einziges Zugeständnis an die protestantischen Fürsten wurde sie jedoch auf die Lebenszeit Maximilians beschränkt. Dies änderte jedoch nichts an dem eklatanten Rechtsbruch Ferdinands, da eigentlich nur das Kurfürstenkollegium zu solch einem Schritt berechtigt war. Auch erhielt Maximilian das eroberte Gebiet der Oberpfalz als Lehen. Weitere Teile des kurpfälzischen Gebietes (so das Gemeinschaftsamt Parkstein-Weiden und das Amt Peilstein) wurden an Herzog Wolfgang Wilhelm von Pfalz-Neuburg abgetreten.

### Im Exil

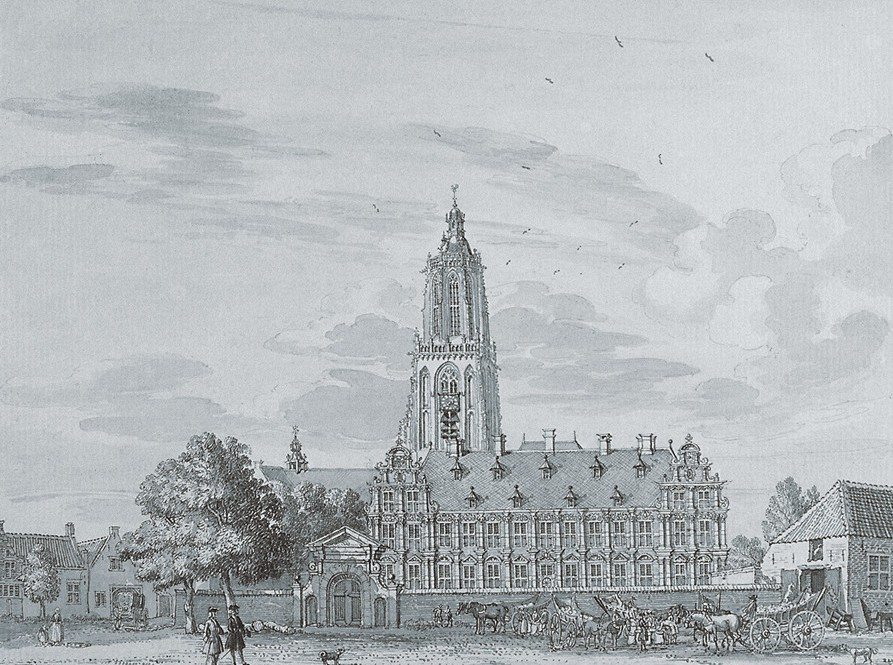
Palast des Winterkönigs in Rhenen, erbaut durch Bartholomeus van Bassen, vollendet 1631

Bereits über den Jahreswechsel 1622/23 hatte Friedrich eine Exilregierung in Den Haag gebildet. Deren Chef war der pfälzische Rat Ludwig Camerarius. Im November 1623 musste Friedrich auf massiven Druck des englischen Königs, der mit ernsthaften Konsequenzen drohte, den von England und Spanien im Mai ausgehandelten Waffenstillstand für die Pfalz ratifizieren.
Sehr oft überließ Friedrich die politischen Tagesgeschäfte seinen Räten und Ratgebern und entwickelte nur in finanziellen Fragen eine gewisse Hartnäckigkeit. Friedrich geizte nämlich sehr, wenn es um die finanzielle Ausstattung seiner Administration ging. Auf der anderen Seite verschlang seine Hofhaltung Unsummen, so dass die Zuwendungen von der niederländischen und englischen Regierung selten ausreichten. So ließ er sich beispielsweise ab 1629 eine Residenz in Rhenen errichten. Die bis zum Sommer 1631 fertiggestellte Residenz umfasste ein einen Innenhof umschließendes, zweistöckiges Hauptgebäude mit zwei nach Süden vorspringenden Seitenflügeln und war von großen Gärten umgeben. Da Friedrich durch den Druck aus London und den Verlust seiner Erblande weitgehend zur Untätigkeit verurteilt war, verbrachte er seine Zeit auf der Jagd und mit langen Spaziergängen oder erholte sich beim Schwimmen.
Einen weiteren Schicksalsschlag erlitt Friedrich am 17. Januar 1629. Bei einem Schiffsunglück während der Besichtigung von Kapergut der Niederländischen Westindien-Kompanie im Haarlemmermeer kam sein ältester Sohn und Thronfolger Heinrich Friedrich mit 15 Jahren ums Leben. Friedrich selbst kam nur knapp mit dem Leben davon und war erst nach 15 Monaten körperlich wiederhergestellt. Den Tod seines Sohnes überwand er sein Leben lang nicht. In den Thronfolger waren große Hoffnungen gesetzt worden, da er durch große Intelligenz auffiel und in den Plänen vieler Diplomaten in Europa eine bedeutende Rolle spielte. So wollte der englische König Jakob I. den Konflikt um die Pfalz durch die Heirat Friedrich Heinrichs mit einer Prinzessin aus Spanien friedlich lösen.
In den Jahren 1624/25 und 1627 scheiterten Vermittlungsversuche zwischen Friedrich und dem Kaiser. Er zeigte sich zwar zu gebührendem Respekt und Gehorsam bereit, wich aber in den Fragen der Rückgabe seiner Gebiete und der vollen Wiedereinsetzung in seine Würde als pfälzischer Kurfürst kein Stück zurück. Auf dem Regensburger Kurfürstentag, einer Versammlung der wichtigsten Reichsstände ohne den formalen Status eines Reichstages, vom 3. Juli bis zum 12. November 1630 bat Friedrich den Kaiser sogar schriftlich um Verzeihung, dass er die Krone Böhmens angenommen hatte. Aber auch die Gespräche seiner Gesandten in Regensburg verliefen ergebnislos. Ende März 1631 machte Friedrichs Schwager, König Karl I. von England, noch einen Versuch, den Kaiser zum Einlenken zugunsten Friedrichs zu bewegen, in dem er den Diplomaten Sir Robert Anstruther zu Gesprächen mit dem Präsidenten des Reichshofrats, Graf Wratislav Fürstenberg zu Meßkirch-Wildenstein entsandte. Friedrichs Tod bereits im darauffolgenden Jahr machte Anstruthers Bemühungen dann allerdings obsolet.
Auch militärisch war Friedrich erfolglos. Die maßgeblich von der Exilregierung der Pfalz angeregte Haager Allianz von 1625 zwischen den Niederlanden, England, Dänemark und dem Kurfürsten vermochte aus Gründen innerer Streitigkeiten nicht in den Konflikt um die Pfalz und den Krieg im Reich einzugreifen. Allein der dänische König Christian IV. blieb übrig. Aber nach der vernichtenden Niederlage Christians in der Schlacht bei Lutter gegen Tilly vom 27. August 1625 zerstob auch diese Hoffnung auf militärische Rückeroberung der Pfalz. Und die Kontakte zum siebenbürgischen Fürsten Gabriel Bethlen, der schon seit Jahrzehnten gegen die Habsburger kämpfte, und zu den Osmanen stießen bei Freund und Feind auf viel Kritik.

### Bündnis mit Gustav Adolf
Mit dem Eingreifen des schwedischen Königs Gustav Adolf in den Krieg durch seine Landung am 4. Juli 1630 auf Usedom schien eine neue hoffnungsvolle Situation für Friedrich zu entstehen. Am 17. September 1631 trafen die Truppen Gustav Adolfs bei Breitenfeld auf die kaiserlichen Truppen unter Tilly. Tilly wurde vernichtend geschlagen und konnte auch im folgenden Jahr den Vormarsch der Schweden in Süddeutschland nicht aufhalten. Die Eroberung Oppenheims im Dezember 1631 war für Friedrich V. das Zeichen für die Rückkehr ins Reich. Im Januar 1632 verabschiedete er sich von seiner Familie, in der festen Überzeugung, bald wieder in Heidelberg residieren zu können.
Im Februar 1632 traf Friedrich mit dem siegreichen König in Frankfurt am Main zusammen und wurde von ihm mit allen Ehren eines Monarchen empfangen, was ihm die protestantischen Fürsten übel nahmen. Jedoch konnte Friedrich Gustav Adolf keinerlei Unterstützung anbieten, da seine erneuten Bitten um Unterstützung in London und Den Haag ungehört blieben. Im Gegenteil, anstatt Friedrich zu unterstützen, versuchte man ihn zum Spielball der englischen Interessen zu machen. Der englische Gesandte schlug Gustav Adolf vor, die Pfalz als „Faustpfand“ zu behalten. Friedrich erklärte, dass er solch einem Handel nie zustimmen würde, und verzichtete auf eine Restitution, das heißt eine Wiedereinsetzung in seine alten Rechte, unter solchen Bedingungen.
Notgedrungen nahm Friedrich deshalb am folgenden Feldzug des schwedischen Königs nach Bayern teil und marschierte am 17. Mai 1632 in München ein. Auch die hier geführten Verhandlungen über seine Restitution verliefen wenig erfolgreich und endeten in einem Eklat. Gustav Adolf als Sieger im Kampf gegen die Habsburger glaubte weiterhin, die Bedingungen für die Wiedereinsetzung Friedrichs diktieren zu können.
Dementsprechend niederschmetternd war auch die Antwort Gustav Adolfs auf die Frage nach den Bedingungen für eine Wiedereinsetzung ohne englische Hilfe. Friedrich solle Gustav Adolf huldigen und die Pfalz gleich einem Lehen aus den Händen des schwedischen Königs erhalten. Zu wichtig waren für Schweden die wirtschaftlich und strategisch bedeutenden Gebiete der Kurpfalz. Eine Bitte um Milderung der Bedingungen wurde von Gustav Adolf freundlich, aber bestimmt zurückgewiesen. So trennte man sich, und Friedrich begab sich im Oktober 1632 in das schwedisch besetzte Mainz.

### Tod
Gustav Adolf starb am 16. November 1632 in der Schlacht bei Lützen, und fast zur gleichen Zeit hatte sich England endlich entschlossen, eine kleine Streitmacht mit genügend finanziellen Mitteln bereitzustellen. Doch dies nützte Friedrich nicht mehr. Ihn plagte seit Anfang Oktober eine Infektion, die sich in den nächsten Wochen verschlimmerte. Am Morgen des 29. November 1632 starb Friedrich im Kanzleigebäude des Kurfürstlichen Schlosses in Mainz. Der aus Darmstadt nach Mainz herbeigerufene Arzt Peter de Spina III. diagnostizierte Tod aufgrund eines „pestilenten Fiebers“, wahrscheinlich der Pest.
Da der älteste noch lebende Sohn Friedrichs, Karl Ludwig, noch minderjährig war, wurde als Administrator der Kurpfalz der Bruder Friedrichs, Ludwig Philipp von Pfalz-Simmern, eingesetzt. Die Eingeweide Friedrichs wurden im Westchor der Katharinenkirche in Oppenheim beigesetzt und der einbalsamierte Leichnam zunächst in die Festung Frankenthal verbracht. Am 9. Juni 1635 floh Ludwig Philipp vor den erneut anrückenden Spaniern mit den sterblichen Überresten von Frankenthal nach Kaiserslautern. Im Juli 1635 erreichte der Tross Metz, und man stellte den Sarg im Keller eines Bürgerhauses ab. In Frankenthal hatte der Sarg bereits mehrere Tage unter freiem Himmel gestanden und fiel während der Flucht nach Metz mehrfach vom Wagen. Im September 1637 soll Ludwig Philipp den Sarg ins sichere Sedan überführt haben. Wo die Gebeine Friedrichs ihre letzte Ruhestätte gefunden haben, ist unbekannt.

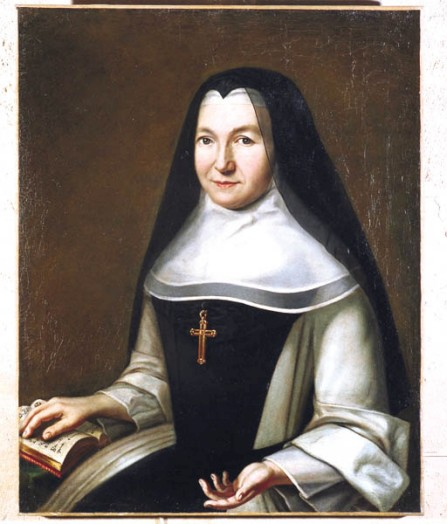
Die Tochter Luise Hollandine als Zisterzienseräbtissin

## Nachkommen
Insgesamt hatten Friedrich V. und Elisabeth Stuart folgende Kinder:

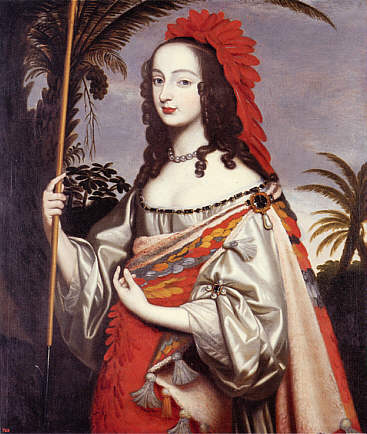
Sophie als Indianerin (um 1644), die spätere Kurfürstin von Hannover, gemalt von ihrer Schwester Louise Hollandine

- Heinrich Friedrich von der Pfalz (1614–1629, bei einem Schiffsunfall ertrunken)[21]
- Karl Ludwig von der Pfalz (1617–1680, als Karl I. Ludwig Pfalzgraf und (zusätzlicher 8.) Kurfürst von 1649–1680)
- Elisabeth von der Pfalz (1618–1680; als Elisabeth III. Äbtissin des Stifts Herford 1667–1680)
- Ruprecht von der Pfalz (1619–1682; Duke of Cumberland 1644, verbannt 1646)
- Moritz von der Pfalz (1621–1652)
- Luise Hollandine von der Pfalz (1622–1709; die Malerin, Äbtissin des Klosters Maubuisson 1664–1709)
- Eduard von der Pfalz (1625–1663)
- Henriette Marie von der Pfalz (1626–1651; Gräfin von Mongatsch 1651)
- Philipp von der Pfalz (1627–1650)
- Sophie von der Pfalz (1630–1714), heiratete 1658 den späteren Kurfürst Ernst August von Braunschweig-Calenberg (1629–1698)
- Gustav Adolf (* 14. Januar 1632 in Den Haag; † 9. Januar 1641, Grabstätte in der Hof- und Kollegiatskapelle, später französische Klosterkirche, Den Haag, Niederlande)

Der älteste überlebende Sohn war Karl Ludwig, der seinem Vater nach dem Dreißigjährigen Krieg als Kurfürst und Pfalzgraf nachfolgte. Jüngere Söhne waren Ruprecht von der Pfalz, Duke of Cumberland und Moritz von der Pfalz, die beide im Englischen Bürgerkrieg auf Seiten der Royalisten, auf der Seite der Familie ihrer Mutter kämpften.
Zu den Töchtern gehörten: Sophie, die spätere Kurfürstin in Hannover, von der die englische Königsdynastie, das Haus Hannover, seinen Thronanspruch herleitete. Elisabeth wurde Äbtissin in Herford.
Zwei Kinder traten zum Katholizismus über: Louise Hollandine und Eduard. Louise Hollandine wurde Zisterzienser-Äbtissin in Frankreich und war eine begabte Malerin, ausgebildet bei Gerard van Honthorst. Eduard heiratete Anna Gonzaga (1616–1684), die Tochter des Herzogs Carlo I. Gonzaga von Mantua.

## Rezeption

### Zeitgenössische Publizistik und Propaganda

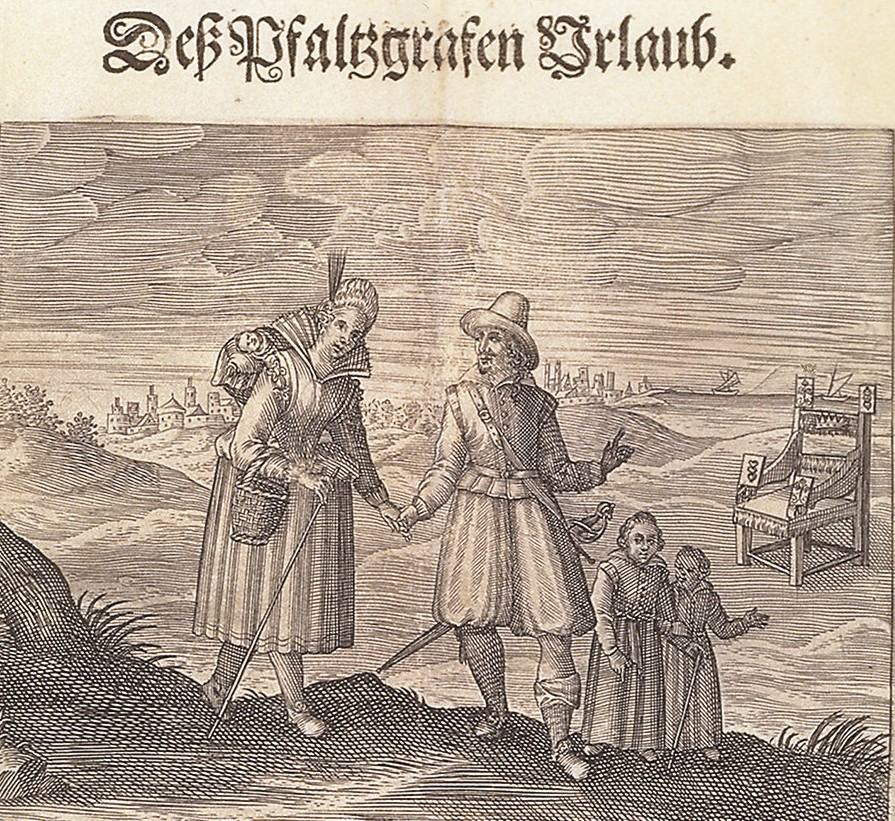
Deß Pfaltzgrafen Urlaub, Bild aus einer Spottschrift auf Friedrich. Der vom Betrachter aus gesehen rechte heruntergerutschte Strumpf ist eine Anspielung auf den bei der Flucht aus Prag verlorenen Hosenbandorden.

Die Ereignisse um Friedrich lösten den ersten großen „Medienkrieg“ der Geschichte aus. Dieser Propagandakrieg wurde erstmals mit den Mitteln des 150 Jahre zuvor erfundenen Buchdruckes geführt. Dieser hatte die massenhafte Verbreitung von Nachrichten und Meinungen in Form von Flugblättern erst möglich gemacht.
Nachdem bereits im 16. Jahrhundert während der Reformationszeit mit erläuternden Kurztexten oder Versen versehene Einblattholzschnitte kursierten, wurde nun vornehmlich mit der Technik des Kupferstiches oder der Radierung gearbeitet. Diese Drucke prägen bis heute zu einem Teil das Bild über die Ereignisse während des Dreißigjährigen Krieges und halten teilweise auch falsche oder einseitige Darstellungen der Personen und Geschehnisse lebendig. Besonders im süddeutschen Raum wurden viele Drucke hergestellt, da die dortigen zumeist lutherischen Reichsstädte gleichzeitig bedeutende Druckzentren waren. So entstand hier in den Jahren 1620 bis 1622 eine wahre Flut von Flugblättern gegen den calvinistischen Winterkönig.
Bereits seit der glanzvollen und ungewöhnlichen Hochzeit mit Elisabeth Stuart zog Friedrich die Aufmerksamkeit der zeitgenössischen Publizistik auf sich. Aber besonders seit der Annahme der Krone Böhmens stand er im Mittelpunkt des Interesses und war eine der am meisten dargestellten Personen auf Flugschriften während des Dreißigjährigen Krieges. Rund 200 Blätter sind überliefert, in deren Zentrum seine Person und seine Entscheidung, die böhmische Krone anzunehmen, stehen. Damit wurde er beispielsweise wesentlich häufiger dargestellt als Wallenstein. Die Bandbreite der Schriften über Friedrich war enorm und umfasste auch juristische und theologische Abhandlungen, Veröffentlichungen von Akten aus der nach der Schlacht am Weißen Berg in Prag gefundenen pfälzischen Kanzlei und Rätselbilder in Form von Rebussen sowie Labyrinthe und Chronogramme für die gebildeten Kreise. Bei letzteren bestand die Aufgabe und das Vergnügen für den Leser darin, die Absicht des Verfassers zu enthüllen. Daneben gab es Kriegs- und Gräuelpropaganda und zahlreiche Hohn- und Spottverse auf den Winterkönig und den geflohenen Palatin.
Bis zur Schlacht am Weißen Berg sind neun Zehntel aller Streitschriften protestantisch. Anfangs war es die Aufgabe der pfälzischen Publizistik, die Legitimität und Rechtsgültigkeit der Regierung Friedrichs in Böhmen zu unterstützen. Die wichtigste dieser Unterstützungsschriften war Unser Friderichs […] Offen Außschreiben Warumb Wir die Cron Boeheim und der incorporirten Laender Regierung auff Uns genommen, die in deutscher, tschechischer und französischer Sprache verbreitet wurde. Als Grundlagen für die Argumentation dienten Bibeltexte, und Friedrich wurde als Beschützer des Evangeliums, als neuer Gideon bzw. David dargestellt. Friedrich sei ähnlich wie David anstelle des unwürdigen Sauls, was sich auf Ferdinand bezog, von Gott zum König berufen worden. Der Winterkönig wurde also in den Heilsplan Gottes eingefügt und war somit der Retter des protestantischen Glaubens.
Die katholische Partei war den Protestanten im Kampf der Federn anfangs nicht gewachsen. Einzig die Erfindung der Bezeichnung Winterkönig durch die Jesuiten hatte einen durchschlagenden Erfolg. Das Bild wandelte sich aber nach der Flucht Friedrichs grundlegend. Die erbeuteten Akten der Kanzlei wurden von den kaiserlichen Gegnern veröffentlicht und jahrelang in Flugblättern ausgeschlachtet. Zwar wurde in ihren Broschüren die protestantische Seite insgesamt nur mäßig angefeindet, denn noch war das lutherische Sachsen zu schonen. Doch umso mehr wurde der flüchtige Winterkönig in zahllosen satirischen Bildern und Versen verspottet. Er wurde mit seinem Stolz und seiner Kopflosigkeit in jeder erdenklichen kläglichen Situation abgebildet: Brot suchend, auf schlechtem Wagen abziehend, sich eine Grube grabend. Auch seine Familie wurde in den Spott mit einbezogen.
Im Gegensatz zu den Zeitgenossen sahen sich Friedrich und seine Gattin stets als Opfer ihrer Glaubensfestigkeit und Ehrhaftigkeit. So gibt es nicht ein einziges Dokument, in dem Friedrich irgendeine Schuld einräumt, den Reichsfrieden gebrochen zu haben. Er habe seine Länder und sich selbst für den Kampf um die protestantische Sache, die Libertät der Fürsten und die Reichsverfassung gegen die habsburgische Übermacht geopfert. Dementsprechend verewigte Elisabeth Stuart ihren verstorbenen Gatten auf einem Gemälde postum als römischen Kaiser mit den altrömischen Tugenden eines Helden, der für seine Überzeugungen Besitz und Leben opfert.

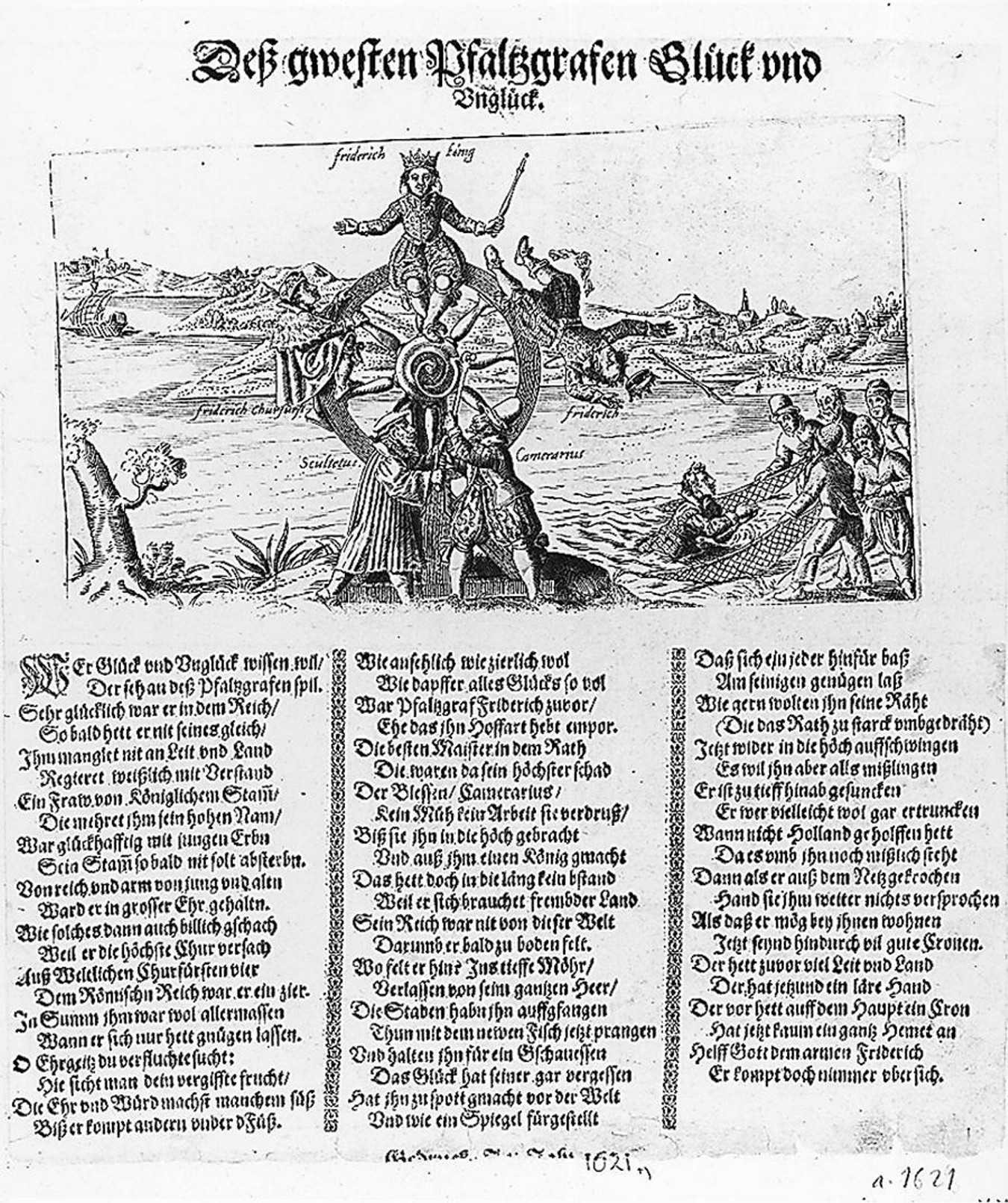
Deß gwesten Pfaltzgrafen Glück und Unglück, Spottschrift, die Figur Friedrichs wird hier mit einem alten Motiv, dem Glücksrad der Fortuna verbunden, 1621
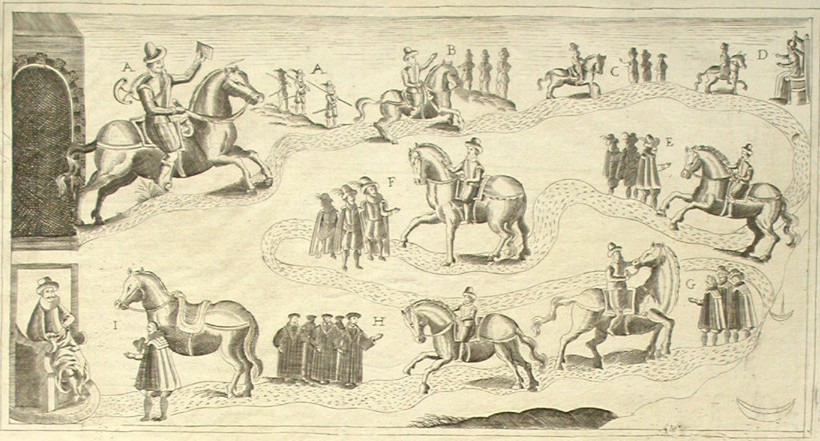
Abgesandter Postbott/so den verlohrnen Pfaltzgraffen vmbher in allen Landen suchet. Spottschrift mit dem beliebten Motiv des nach dem Pfalzgrafen suchenden Postillion.
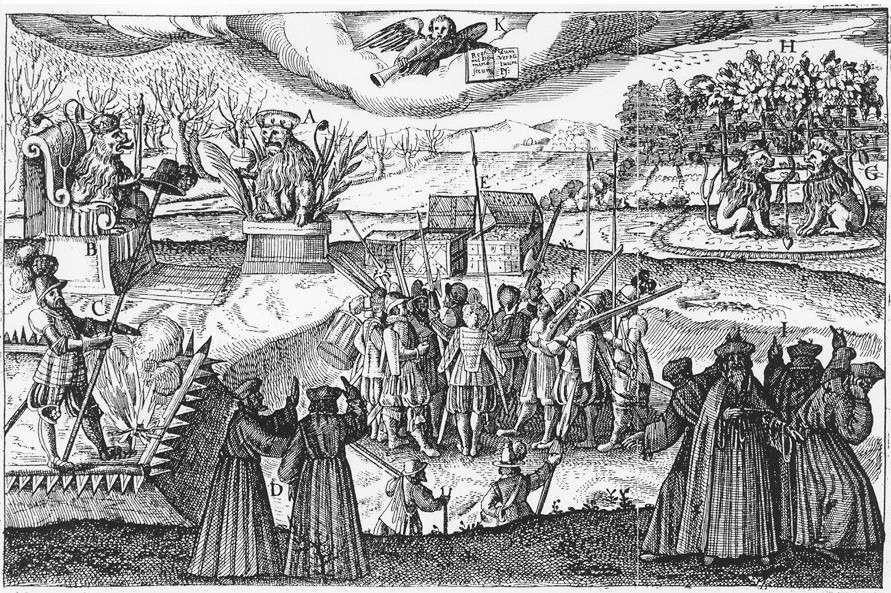
Confirmirter vnd (Gott lob) noch immerbleibender Pfaltz:Böhmischer angefangener Winter: vnd hinauß wehrender Sommer Löw, protestantische Verteidigungsschrift, die die gottgewollte Wahl Friedrichs unterstreicht
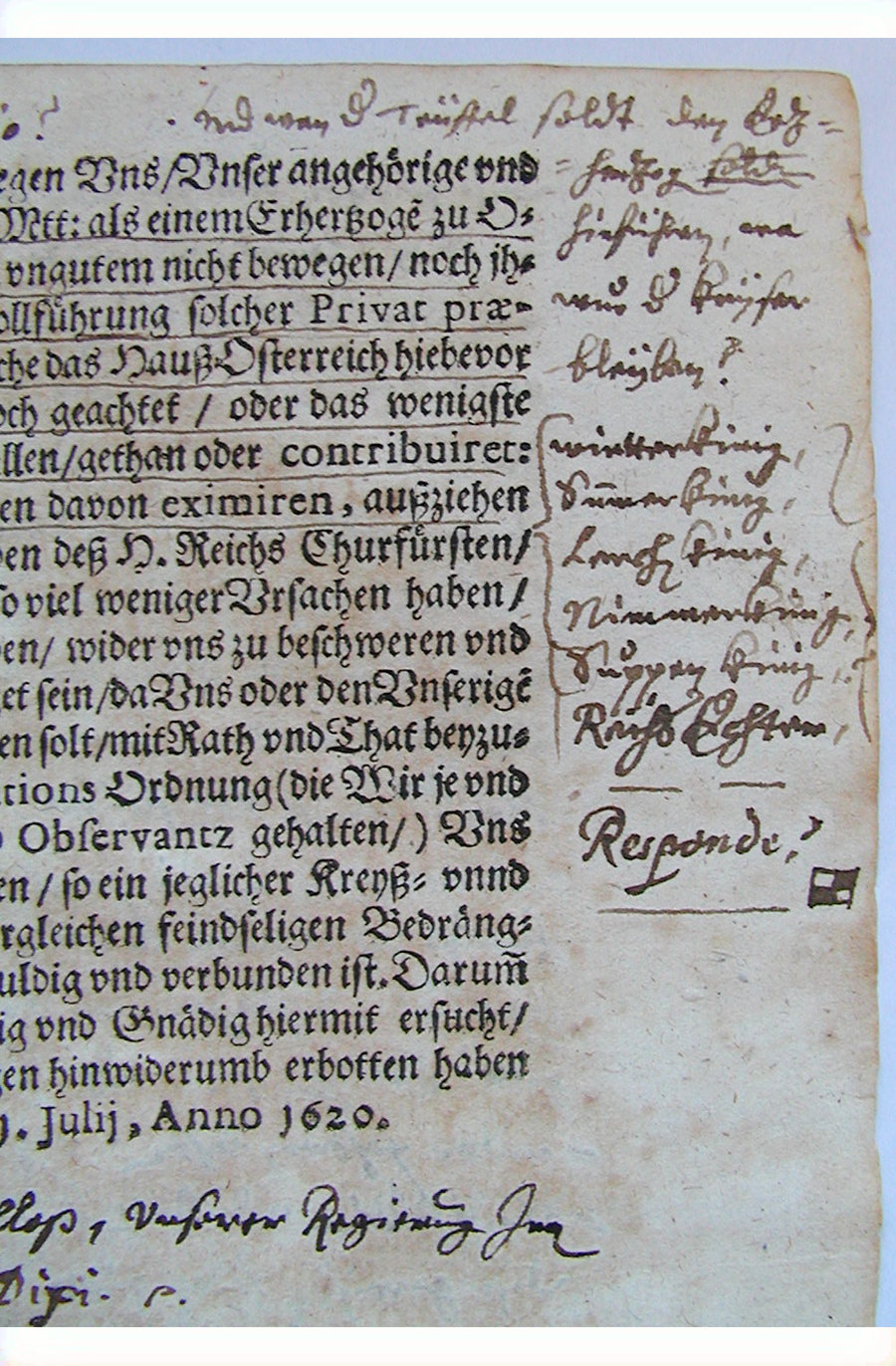
Wintterkinig, Summerkinig, Lauchkinig, Nimmerkinig, Suppenkinig, RechsEchter [Geächteter], hämischer Spottvers eines unbekannten Schreibers auf einem Druck mit einem Hilfeersuchen Friedrichs an die protestantischen Reichsstände

### Forschung
In der historischen Forschung wurde das Bild Friedrichs in der Fortführung der zeitgenössischen Spottschriften meist negativ gezeichnet. So ist der Name „Winterkönig“, unter dem Friedrich in die Geschichte einging und der auch in der wissenschaftlichen Literatur selbstverständlich verwendet wird, ein Spottname. Insbesondere die Darstellung Friedrich Schillers in seinem historischen Werk Geschichte des Dreißigjährigen Krieges von 1792 dürfte zum negativen Bild Friedrichs beigetragen haben. Er schildert Friedrich einerseits als freien und aufgeweckten Geist, mit viel Herzensgüte und königlicher Freigebigkeit, betont aber andererseits seine angeblichen Gewissensbisse bei der Nachricht über die Wahl zum König von Böhmen folgendermaßen:
[Ihn] erschreckte [...] der gegenwärtige Glanz dieser Krone, und die zweifache Größe des Verbrechens und des Glücks brachte seinen Kleinmuth zum Zittern. Nach der gewöhnlichen Art schwacher Seelen wollte er sich erst durch fremdes Urtheil zu seinem Vorhaben stärken; aber es hatte keine Gewalt über ihn, wenn es gegen seine Leidenschaft ausfiel.
Insgesamt schildert Schiller den Winterkönig als schwach, unentschlossen und der Situation in keinerlei Weise gewachsen. Die böhmische Nation habe ein zweihundertjähriges Regentengeschlecht, die Habsburger, von sich gestoßen und sich Friedrich geradezu in die Arme geworfen. Und Friedrich habe die Krone und Böhmen durch Unfähigkeit und Feigheit verspielt. Auch seien seine Entscheidungen durch astrologische Träumereien beeinflusst gewesen. Davon findet sich in den Quellen jedoch nichts. Diesem Bild Friedrichs folgten seitdem die meisten deutschen Historiker.
Erst in den letzten Jahren gibt es Versuche, das Bild über Friedrich und dessen Motivation die Krone anzunehmen, zu revidieren. So versucht Brennan C. Pursell in seinem 2003 erschienenen Buch The Winterking anhand der persönlichen Korrespondenz des Winterkönigs mit seiner Frau Elisabeth, seinen Räten, Diplomaten und Fürsten befreundeter und gegnerischer Mächte nachzuweisen, dass nicht religiöser Fanatismus oder verstiegener persönlicher Ehrgeiz die Gründe für das böhmische Abenteuer gewesen seien, sondern einzig und allein seine Sorge um die Reichsverfassung den Ausschlag für die Annahme der Wenzelskrone gegeben habe. Der Krieg sei demnach für Friedrich ein Krieg um die Reichsverfassung gewesen, in dem er versucht habe, die ständische Verfassung des Reiches gegen die habsburgische Idee einer absoluten, erblichen Monarchie zu verteidigen. Auch die Persönlichkeit Friedrichs bewertet Pursell gänzlich anders. Die bisherigen Einschätzungen von Wedgwood und anderen, dass Friedrich schwach und von seinen Ratgebern abhängig gewesen sei, bezeichnet Pursell als Einbildung, die nicht durch die Quellen gedeckt sei. Vielmehr berichteten diese, dass Friedrich ein gut ausgebildeter, hoffnungsvoller Fürst des Frühbarock mit Sinn für politische Verantwortung gewesen sei. So habe Friedrich trotz seiner starken Frömmigkeit auch stets zwischen der Religion und der Politik zu trennen gewusst.
Einen ähnlichen Versuch der Deutung unternahmen die Bayerische Landesausstellung Der Winterkönig im Jahre 2003 und der dazugehörige wissenschaftliche Katalog. Neben dem Leben Friedrichs und seiner Frau werden hier weitere Aspekte für sein Handeln untersucht und dargestellt. Die Beiträge renommierter Wissenschaftler geben unterschiedliche Antworten auf die Frage nach Friedrichs Motivation. So wird neben religiösen Gründen auch ein wirtschaftliches Interesse der Pfalz angegeben. Peter Wolf vertritt in seinem Beitrag die These, dass angesichts einer im Niedergang befindlichen oberpfälzischen Eisenindustrie der Statthalter der Oberpfalz Christian von Anhalt eine stärkere Anbindung an die florierenden Erzgewinnungsstätten in Böhmen sowie eine Umgehung kartellrechtlicher Bestimmungen in den Oberpfälzer Abbau- und Verarbeitungsgebieten gesucht habe. Gerade diese These werde kaum durch Quellen gedeckt, so die Kritik von Magnus Rüde, dem Rezensenten des Ausstellungskataloges, an der These Wolfs. Rüde zieht es darüber hinaus generell in Zweifel, dass der „Faktor Ökonomie im frühen 17. Jahrhundert ein ernst zu nehmender Bestandteil außenpolitischer Strategie“ war. Angesichts der Quellenlage muss es wohl Spekulation bleiben, inwiefern ökonomische Motive das Handeln von Friedrich wirklich beeinflusst haben.
Wie auch immer in Zukunft die Frage nach den Motiven Friedrichs beantwortet werden wird: der Name Winterkönig bleibt weiterhin mit seiner Person verbunden, wohl auch, da der ursprüngliche Spottname für heutige Ohren eher poetisch klingt.